# Liste der Senatoren Brasiliens (21.–52. Legislaturperiode)

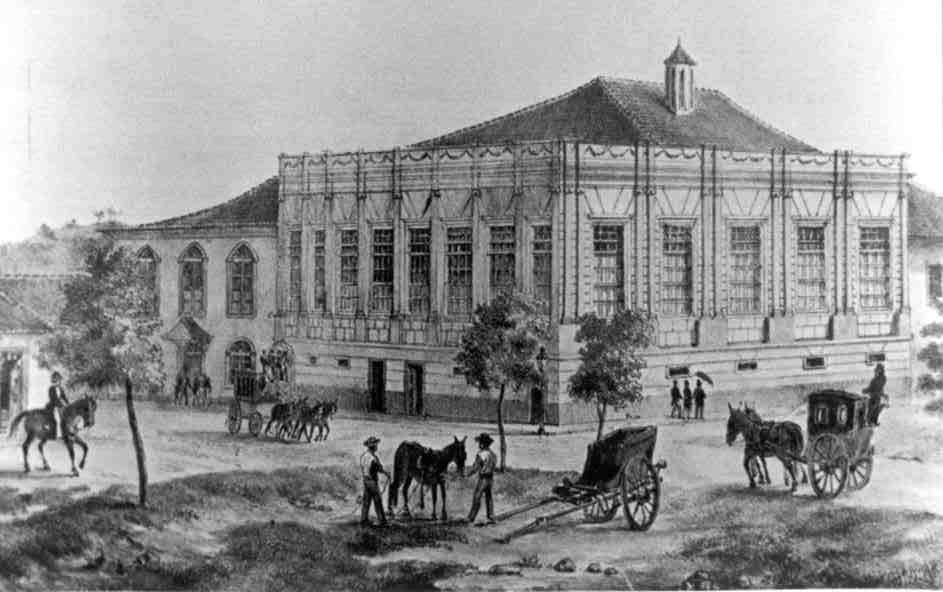
Palácio do Conde dos Arcos,
erster Sitz des Senats des Kaiserreichs und der Ersten Republik von 1826 bis 1925 in Rio de Janeiro.

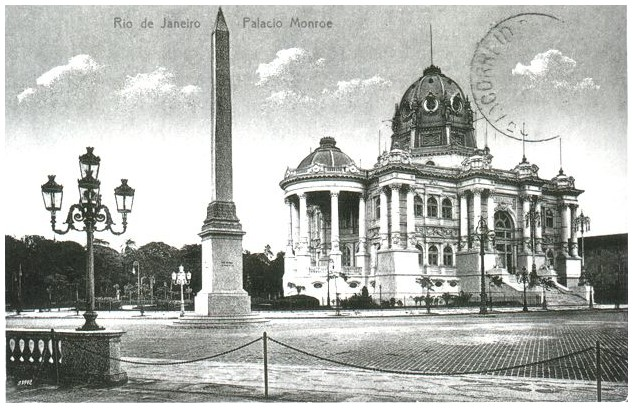
Palácio Monroe, Sitz des Senats von 1925 bis 1960 in Rio de Janeiro.

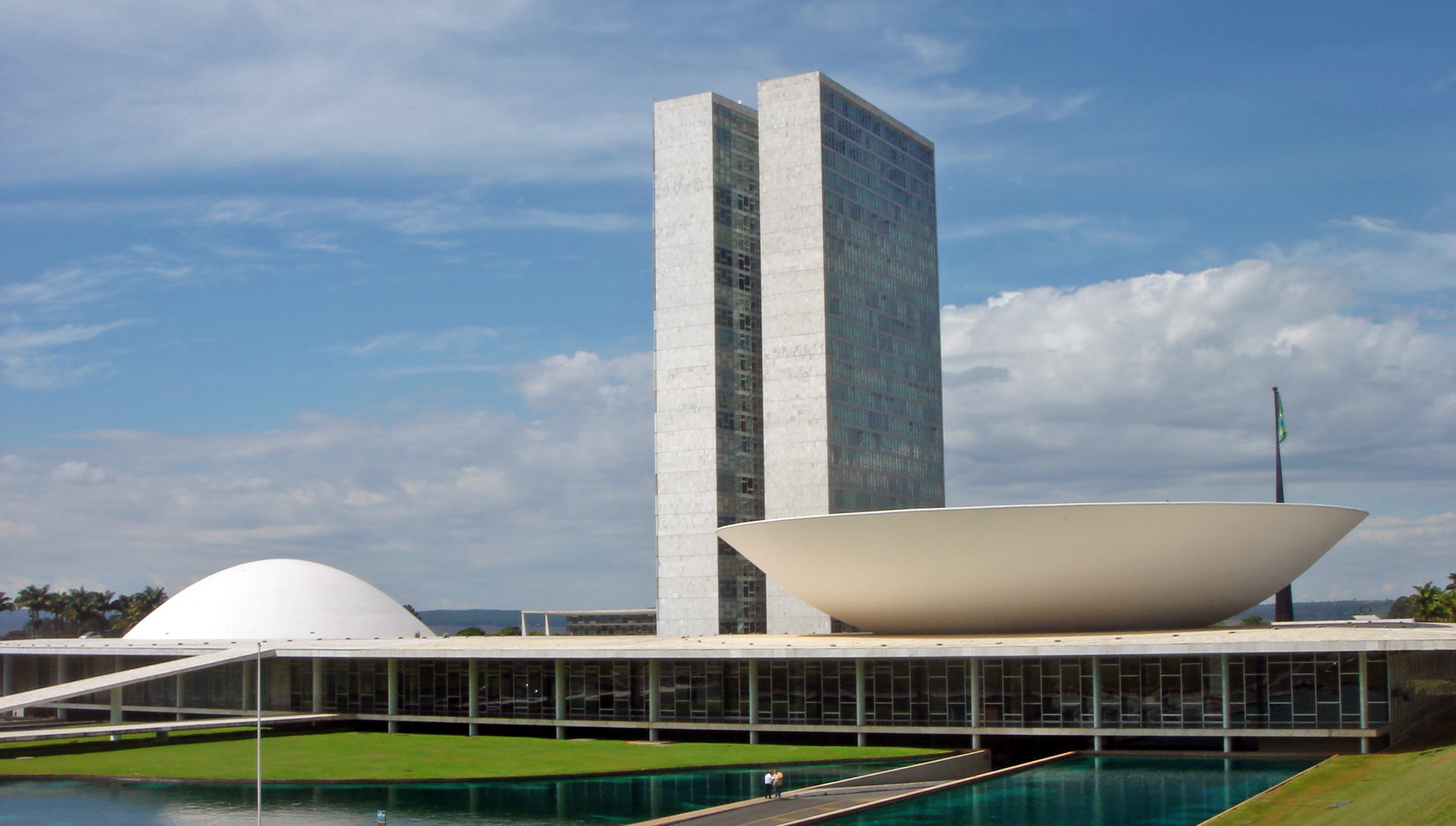
Palácio Nereu Ramos (Congresso Nacional), Sitz des Senats in Brasília seit 1960, Gebäude von Oscar Niemeyer.

Die Liste der Senatoren Brasiliens enthält sämtliche Senatoren seit Republikgründung Brasiliens 1889. In Fortführung der Zählung der Legislaturperioden des Império do Brasil  umfasst diese Liste die 21.  bis zur 52. Legislaturperiode von 1889 bis  2007 der Senatoren, die als Vertreter ihres Bundesstaates in den brasilianischen Senat gewählt werden.
Vorgänger:
- Liste der Senatoren des Kaiserreichs Brasilien für die 1. bis 20. Legislaturperiode von 1826 bis 1889.

Nachfolger:
- Liste der Senatoren Brasiliens (53. Legislaturperiode) für die Zeit vom 1. Februar 2007 bis zum 31. Januar 2011.
- Liste der Senatoren Brasiliens (54. Legislaturperiode) für die Zeit vom 1. Februar 2011 bis zum 31. Januar 2015.
- Liste der Senatoren Brasiliens (55. Legislaturperiode) für die Zeit ab dem 1. Februar 2015, Dauer bis 31. Januar 2019.

## Alte Republik (República Velha, 1889–1930)
| Name                                                   | Gliedstaat          | Legislatur– periode             |
| ------------------------------------------------------ | ------------------- | ------------------------------- |
| Abdias da Costa Neves                                  | Piauí               | 30. – 33.                       |
| Abdon Baptista                                         | Santa Catarina      | 29.                             |
| Abdon Felinto Milanês                                  | Paraíba             | 23. – 25.                       |
| Adolfo Afonso da Silva Gordo                           | São Paulo           | 29. – 34.                       |
| Afonso Alves de Camargo                                | Paraná              | 32. – 34.                       |
| Alcindo Guanabara                                      | Rio de Janeiro      | 29. – 31.                       |
| Alexandre Cassiano do Nascimento                       | Rio Grande do Sul   | 28. – 29.                       |
| Alexandre Colares Moreira Júnior                       | Maranhão            | 28. – 28.                       |
| Alexandre José Barbosa Lima                            | Amazonas            | 32. – 35.                       |
| Alexandrino de Faria Alencar                           | Amazonas            | 27. – 27.; 32.                  |
| Alfredo Ellis                                          | São Paulo           | 26. – 33.                       |
| Almino Álvares Afonso                                  | Rio Grande do Norte | 23. – 24.                       |
| Álvaro Augusto da Costa Carvalho                       | São Paulo           | 31. – 32.                       |
| Álvaro de Assis Osório Mendes                          | Piauí               | 25. – 26.                       |
| Álvaro Lopes Machado                                   | Paraíba             | 24. – 29.                       |
| Amaro Bezerra Cavalcanti                               | Rio Grande do Norte | 21. – 23.                       |
| Américo Lobo Leite Pereira                             | Minas Gerais        | 21. – 22.                       |
| André Gustavo Paulo de Frontin                         | Rio de Janeiro      | 30. – 35.                       |
| Anísio Auto de Abreu                                   | Piauí               | 27.                             |
| Antonino Freire da Silva                               | Piauí               | 31. – 33.; 35.                  |
| Antônio Alfredo da Gama Melo                           | Paraíba             | 26. – 27.                       |
| Antônio Amaro da Silva Canedo                          | Goiás               | 21. – 23.                       |
| Antônio Brício de Araújo                               | Maranhão            | 34. – 35.                       |
| Antônio Carlos Ribeiro de Andrada                      | Minas Gerais        | 33.                             |
| Antônio Coelho Rodrigues                               | Piauí               | 22. – 23.                       |
| Antônio Constantino Néri                               | Amazonas            | 25. – 26.                       |
| Antônio da Silva Paranhos                              | Goiás               | 21. – 23.                       |
| Antônio de Lacerda Franco                              | São Paulo           | 33. – 35.                       |
| Antônio Emiliano de Sousa Castro                       | Pará                | 33. – 35.                       |
| Antônio Ferrão Muniz de Aragão                         | Bahia               | 32. – 35.                       |
| Antônio Francisco Azeredo                              | Mato Grosso         | 24. – 35.                       |
| Antônio Gonçalves Chaves                               | Minas Gerais        | 23. – 25.                       |
| Antônio Gonçalves Chaves Júnior                        | Minas Gerais        | 23. – 25.                       |
| Antônio Gonçalves Ferreira                             | Pernambuco          | 24. – 29.                       |
| Antônio Gonçalves Pereira de Sá Peixoto                | Amazonas            | 26. – 27.                       |
| Antônio José Caiado                                    | Goiás               | 23. – 24.                       |
| Antônio José de Melo e Sousa                           | Rio Grande do Norte | 27. – 31.                       |
| Antônio Justiniano Esteves Júnior                      | Santa Catarina      | 21. – 25.                       |
| Antônio Luís von Hoonholtz (Barão de Tefé)             | Amazonas            | 29. – 30.                       |
| Antônio Massa                                          | Paraíba             | 31. – 35.                       |
| Antônio Muniz Sodré de Aragão                          | Bahia               | 31. – 34.                       |
| Antônio Nicolau Monteiro Baena                         | Pará                | 21. – 24.                       |
| Antônio Pereira da Silva Oliveira                      | Santa Catarina      | 33. – 34.                       |
| Antônio Pinheiro Guedes                                | Mato Grosso         | 21. – 22.                       |
| Aquelino Leite do Amaral Coutinho                      | Mato Grosso         | 21. – 24.                       |
| Aristides da Silveira Lobo                             | Rio de Janeiro      | 22. – 23.                       |
| Aristides Rocha                                        | Amazonas            | 33. – 35.                       |
| Arnolfo Rodrigues de Azevedo                           | São Paulo           | 34. – 35.                       |
| Artur César Rios                                       | Bahia               | 24. – 27.                       |
| Artur da Silva Bernardes                               | Minas Gerais        | 34. – 35.                       |
| Artur de Sousa Lemos                                   | Pará                | 28. – 30.                       |
| Artur Ferreira de Abreu                                | Paraná              | 23. – 24.                       |
| Artur Índio do Brasil e Silva                          | Pará                | 27. – 33.                       |
| Augusto César Lopes Gonçalves                          | Amazonas            | 30. – 35.                       |
| Augusto de Vasconcelos                                 | Rio de Janeiro      | 27. – 30.                       |
| Augusto Olímpio Gomes de Castro                        | Maranhão            | 23. – 28.                       |
| Augusto Tavares de Lira                                | Rio Grande do Norte | 28. – 29.                       |
| Benjamin Liberato Barroso                              | Ceará               | 31. – 34.                       |
| Bernardino de Sousa Monteiro                           | Espírito Santo      | 28. – 35.                       |
| Bernardino José de Campos Júnior                       | São Paulo           | 23. – 23.; 25.                  |
| Bernardo Antônio Mendonça Sobrinho                     | Alagoas             | 24. – 26.                       |
| Bernardo Pinto Monteiro                                | Minas Gerais        | 28. – 32.                       |
| Brás Benjamin da Silva Abrantes                        | Goiás               | 27. – 29.                       |
| Brás Carneiro Nogueira da Gama                         | Rio de Janeiro      | 21. – 22.                       |
| Brasil Ramos Caiado                                    | Goiás               | 32. – 35.                       |
| Brasílio Ferreira da Luz                               | Paraná              | 25. – 27.                       |
| Caetano Munhoz da Rocha                                | Paraná              | 34. – 35.                       |
| Cândido Barata Ribeiro                                 | Rio de Janeiro      | 25. – 28.                       |
| Cândido Ferreira de Abreu                              | Paraná              | 27. – 29.                       |
| Carlos Cavalcanti de Alburquerque                      | Paraná              | 32. – 35.                       |
| Carlos Frederico Castrioto                             | Rio de Janeiro      | 23. – 23.                       |
| Carlos Vaz de Melo                                     | Minas Gerais        | 26.                             |
| Cassiano Cândido Tavares Bastos                        | Alagoas             | 21. – 22.                       |
| Celso Bayma                                            | Santa Catarina      | 34. – 35.                       |
| Cleto Nunes Pereira                                    | Espírito Santo      | 24. – 27.                       |
| Cristiano Benedito Ottoni                              | Minas Gerais        | 22. – 23.                       |
| Delfim Moreira da Costa Ribeiro                        | Minas Gerais        | 31.                             |
| Dionísio Ausier Bentes                                 | Pará                | 33. – 35.                       |
| Domingos Vicente Gonçalves de Sousa                    | Espírito Santo      | 21. – 25.; 29. – 30.            |
| Eduardo de Andrade Pinto                               | Rio de Janeiro      | 21. – 22.                       |
| Eduardo Wandenkolk                                     | Rio de Janeiro      | 21. – 25.                       |
| Eliseu de Sousa Martins                                | Piauí               | 21. – 23.                       |
| Elói Castriciano de Sousa                              | Rio Grande do Norte | 29. – 34.                       |
| Emídio Dantas Barreto                                  | Pernambuco          | 30. – 31.                       |
| Epitácio Lindolfo da Silva Pessoa                      | Paraíba             | 29. – 31.; 33. – 35.            |
| Érico Marinho da Gama Coelho                           | Rio de Janeiro      | 27. – 31.                       |
| Euclides Vieira Malta                                  | Alagoas             | 26. – 27.                       |
| Eugênio Pires do Amorim                                | Espírito Santo      | 23. – 24.                       |
| Eugênio Rodrigues Jardim                               | Goiás               | 33.                             |
| Eurico de Freitas Vale                                 | Pará                | 33. – 35.                       |
| Eurípedes Clementino de Aguiar                         | Piauí               | 33. – 35.                       |
| Eusébio Francisco de Andrade                           | Alagoas             | 31. – 34.                       |
| Feliciano Augusto de Oliveira Pena                     | Minas Gerais        | 24. – 29.                       |
| Feliciano Pires de Abreu Sodré                         | Rio de Janeiro      | 34. – 35.                       |
| Fernando Lobo Leite Pereira                            | Minas Gerais        | 23. – 24.                       |
| Fernando Mendes de Almeida                             | Maranhão            | 28. – 32.                       |
| Filipe Schmidt                                         | Santa Catarina      | 26. – 29.; 31. – 35.            |
| Firmino Gomes da Silveira                              | Paraíba             | 21. – 23.                       |
| Firmino Paim Filho                                     | Rio Grande do Sul   | 35.                             |
| Firmino Pires Ferreira                                 | Piauí               | 23. – 32.; 34. – 35.            |
| Firmo José da Costa Braga                              | Pará                | 31. – 32.                       |
| Florentino Ávidos                                      | Espírito Santo      | 34. – 35.                       |
| Floriano Vieira Peixoto                                | Alagoas             | 21.                             |
| Francisco Álvaro Bueno de Paiva                        | Minas Gerais        | 28. – 34.                       |
| Francisco Antônio de Sales                             | Minas Gerais        | 27. – 28.; 30. – 32.            |
| Francisco da Cunha Machado                             | Maranhão            | 32. – 35.                       |
| Francisco de Assis Rosa e Silva                        | Pernambuco          | 23. – 24.; 26. – 29.; 33. – 34. |
| Francisco de Paula Leite e Oiticica                    | Alagoas             | 23. – 25.                       |
| Francisco de Paula Rodrigues Alves                     | São Paulo           | 22. – 26.; 30. – 31.            |
| Francisco de Sales Meira e Sá                          | Rio Grande do Norte | 27. – 28.                       |
| Francisco Glicério Cerqueira Leite                     | São Paulo           | 25. – 30.                       |
| Francisco Gomes da Rocha Fagundes                      | Rio Grande do Norte | 25.                             |
| Francisco Leopoldo Rodrigues Jardim                    | Goiás               | 25. – 26.; 28.                  |
| Francisco Manuel da Cunha Júnior                       | Maranhão            | 21. – 23.                       |
| Francisco Mendes de Almeida                            | Maranhão            | 28. – 32.                       |
| Francisco Portela                                      | Rio de Janeiro      | 29. – 29.                       |
| Francisco Rangel Pestana                               | São Paulo           | 21. – 22.                       |
| Francisco Rangel Pestana                               | Rio de Janeiro      | 25. – 26.                       |
| Francisco Sá                                           | Ceará               | 27. – 29.; 32. – 35.            |
| Francisco Xavier da Silva                              | Paraná              | 30. – 31.                       |
| Frederico Guilherme de Sousa Serrano                   | Pernambuco          | 21. – 22.                       |
| Gabriel Salgado dos Santos                             | Amazonas            | 28. – 30.                       |
| Gaspar Vasconcelos Meneses de Drummond Filho           | Pernambuco          | 22. – 23.                       |
| Generoso Marques dos Santos                            | Paraná              | 21. – 22.; 28. – 33.            |
| Generoso Pais Leme de Sousa Ponce                      | Mato Grosso         | 23. – 25.                       |
| Gervásio de Brito Passos                               | Piauí               | 27. – 29.                       |
| Gil Dinis Goulart                                      | Espírito Santo      | 21. – 24.                       |
| Gilberto de Lima Azevedo Sousa Ferreira Amado de Faria | Sergipe             | 34. – 35.                       |
| Godofredo Mendes Viana                                 | Maranhão            | 32. – 35.                       |
| Gonçalo de Faro Rollemberg                             | Sergipe             | 31. – 33.                       |
| Guilherme de Sousa Campos                              | Sergipe             | 28. – 30.                       |
| Gustavo Richard                                        | Santa Catarina      | 23. – 27.                       |
| Henrique Augusto de Oliveira Dinis                     | Minas Gerais        | 34. – 35.                       |
| Henrique da Silva Coutinho                             | Espírito Santo      | 24. – 26.                       |
| Hercílio Pedro da Luz                                  | Santa Catarina      | 25. – 32.                       |
| Herculano Bandeira de Melo                             | Pernambuco          | 25. – 27.                       |
| Hermenegildo Lopes de Morais                           | Goiás               | 31. – 34.                       |
| Ifigênio Ferreira de Sales                             | Amazonas            | 35.                             |
| Irineu de Melo Machado                                 | Rio de Janeiro      | 30. – 35.                       |
| Jerônimo de Sousa Monteiro                             | Espírito Santo      | 31. – 34.                       |
| João Baptista Accioli Júnior                           | Alagoas             | 34.                             |
| João Baptista Laper                                    | Rio de Janeiro      | 21. – 23.                       |
| João Barbalho Uchoa Cavalcanti                         | Pernambuco          | 22. – 23.                       |
| João Coelho Gonçalves Lisboa                           | Paraíba             | 26. – 28.                       |
| João Cordeiro                                          | Ceará               | 22. – 26.                       |
| João da Silva Rego Melo                                | Alagoas             | 23. – 25.                       |
| João de Lira Tavares                                   | Rio Grande do Norte | 29. – 35.                       |
| João Francisco de Paula e Sousa                        | São Paulo           | 23. – 25.                       |
| João Luís Alves                                        | Espírito Santo      | 28. – 31.                       |
| João Mangabeira                                        | Bahia               | 35.                             |
| João Pedro Belfort Vieira                              | Maranhão            | 21. – 24.                       |
| João Pereira de Castro Pinto                           | Paraíba             | 27. – 29.                       |
| João Pinheiro da Silva                                 | Minas Gerais        | 26. – 27.                       |
| João Ribeiro de Brito                                  | Pernambuco          | 29. – 32.                       |
| João Severiano da Fonseca                              | Rio de Janeiro      | 21. – 22.                       |
| João Soares Neiva                                      | Paraíba             | 21. – 24.                       |
| João Tomé de Sabóia e Silva                            | Ceará               | 32. – 35.                       |
| João Vespúcio de Abreu e Silva                         | Rio Grande do Sul   | 33. – 35.                       |
| Joaquim Antônio da Cruz                                | Piauí               | 22. – 25.                       |
| Joaquim Augusto de Assunção                            | Rio Grande do Sul   | 29. – 30.                       |
| Joaquim Correia de Araújo                              | Pernambuco          | 23.; 25.                        |
| Joaquim Catunda                                        | Ceará               | 21. – 27.                       |
| Joaquim Duarte Murtinho                                | Mato Grosso         | 21. – 23.                       |
| Joaquim Duarte Murtinho                                | Mato Grosso         | 26. – 28.                       |
| Joaquim Felício dos Santos                             | Minas Gerais        | 21. – 23.                       |
| Joaquim Ferreira Chaves                                | Rio Grande do Norte | 25. – 29.; 31. – 35.            |
| Joaquim Francisco Moreira                              | Rio de Janeiro      | 33. – 34.                       |
| Joaquim José Pais da Silva Sarmento                    | Amazonas            | 21. – 26.                       |
| Joaquim Leovigildo de Sousa Coelho                     | Amazonas            | 21. – 22.                       |
| Joaquim Lopes Chaves                                   | São Paulo           | 26. – 28.                       |
| Joaquim Nogueira Paranaguá                             | Piauí               | 24. – 27.                       |
| Joaquim Paulo Vieira Malta                             | Alagoas             | 26. – 29.                       |
| Joaquim Resende Correia de Lacerda                     | Paraná              | 24. – 24.                       |
| Joaquim Ribeiro Gonçalves                              | Piauí               | 28. – 32.                       |
| Joaquim Saldanha Marinho                               | Rio de Janeiro      | 21. – 23.                       |
| Joaquim Teixeira de Mesquita                           | Espírito Santo      | 34. – 35.                       |
| Jônatas de Freitas Pedrosa                             | Amazonas            | 24. – 29.                       |
| Jorge de Morais                                        | Amazonas            | 28.                             |
| José Antônio Flores da Cunha                           | Rio Grande do Sul   | 35.                             |
| José Antônio Murtinho                                  | Mato Grosso         | 29. – 35.                       |
| José Antônio Saraiva                                   | Bahia               | 21. – 22.                       |
| José Augusto Bezerra de Medeiros                       | Rio Grande do Norte | 34. – 35.                       |
| José Bernardo de Medeiros                              | Rio Grande do Norte | 21. – 27.                       |
| José Cesário de Faria Alvim                            | Minas Gerais        | 21.                             |
| José Cesário de Faria Alvim                            | Minas Gerais        | 24. – 24.                       |
| José Cesário de Miranda Monteiro de Barros             | Espírito Santo      | 22. – 23.                       |
| José da Costa Azevedo (Barão de Ladário)               | Amazonas            | 23. – 24.; 26.                  |
| José de Almeida Barreto                                | Paraíba             | 21. – 26.                       |
| José de Melo Carvalho Muniz Freire                     | Espírito Santo      | 26. – 29.                       |
| José Eusébio de Carvalho Oliveira                      | Maranhão            | 28. – 33.                       |
| José Félix Alves Pacheco                               | Piauí               | 29. – 32.                       |
| José Fernandes de Barros Lima                          | Alagoas             | 33. – 35.                       |
| José Freire Bezerril Fontenelle                        | Ceará               | 24. – 26.; 28.                  |
| José Gaudêncio Correia de Queirós                      | Paraíba             | 35.                             |
| José Gomes Pinheiro Machado                            | Rio Grande do Sul   | 21. – 30.                       |
| José Henrique Carneiro da Cunha                        | Pernambuco          | 32. – 34.                       |
| José Higino Duarte Pereira                             | Pernambuco          | 21. – 22.                       |
| José Joaquim de Almeida Pernambuco                     | Pernambuco          | 22. – 25.                       |
| José Joaquim de Sousa                                  | Goiás               | 21. – 28.                       |
| José Joaquim Domingues Carneiro                        | Ceará               | 28. – 28.                       |
| José Joaquim Pereira Lobo                              | Sergipe             | 29. – 35.                       |
| José Joaquim Seabra                                    | Bahia               | 30. – 31.                       |
| José Leopoldo de Bulhões Jardim                        | Goiás               | 23. – 25.; 28. – 31.            |
| José Lopes da Silva Trovão                             | Rio de Janeiro      | 23. – 25.                       |
| José Luís Coelho e Campos                              | Sergipe             | 21. – 29.                       |
| José Marcelino da Rosa e Silva                         | Pernambuco          | 24. – 26.                       |
| José Marcelino de Sousa                                | Bahia               | 28. – 30.                       |
| José Maria de Albuquerque Belo                         | Pernambuco          | 35.                             |
| José Maria Magalhães de Almeida                        | Maranhão            | 33.                             |
| José Maria Metello                                     | Mato Grosso         | 25. – 30.                       |
| José Maria Metello Júnior                              | Rio de Janeiro      | 31. – 32.                       |
| José Matoso de Sampaio Correia                         | Rio de Janeiro      | 32. – 34.                       |
| José Mendes Tavares                                    | Rio de Janeiro      | 33. – 35.                       |
| José Pais de Carvalho                                  | Pará                | 21. – 22.; 26. – 29.            |
| José Pedro de Oliveira Galvão                          | Rio Grande do Norte | 21. – 23.                       |
| José Pereira dos Santos Andrade                        | Paraná              | 21. – 23.                       |
| José Pires Rebelo                                      | Piauí               | 32. – 35.                       |
| José Pompeu Pinto Accioli                              | Ceará               | 32. – 33.                       |
| José Rufino Bezerra Cavalcante                         | Pernambuco          | 31. – 31.                       |
| José Secondino Lopes de Gomensoro                      | Maranhão            | 22. – 23.                       |
| José Simeão de Oliveira                                | Pernambuco          | 21. – 22.                       |
| José Siqueira Meneses                                  | Sergipe             | 29. – 32.                       |
| José Tomás da Porciúncula                              | Rio de Janeiro      | 24. – 25.                       |
| Júlio Anacleto Falcão da Frota                         | Rio Grande do Sul   | 21. – 28.                       |
| Júlio Bueno Brandão                                    | Minas Gerais        | 24. – 27.; 33. – 35.            |
| Júlio Veríssimo da Silva Santos                        | Rio de Janeiro      | 35.                             |
| Justo Pereira Leite Chermont                           | Pará                | 23. – 28.; 32. – 33.            |
| Juvenal Lamartine de Faria                             | Rio Grande do Norte | 34. – 34.                       |
| Lauro Sodré                                            | Pará                | 24. – 25.; 29. – 30.; 32. – 35. |
| Lauro Sodré                                            | Rio de Janeiro      | 26. – 29.                       |
| Lauro Müller                                           | Santa Catarina      | 25.; 27. – 28.; 30. – 33.       |
| Leandro Ribeiro de Siqueira Maciel                     | Sergipe             | 23. – 26.                       |
| Lourenço Maria de Almeida Baptista (Barão de Miracema) | Rio de Janeiro      | 26. – 32.                       |
| Luís Adolfo Correia da Costa                           | Mato Grosso         | 32. – 33.                       |
| Luís Correia de Brito                                  | Pernambuco          | 34. – 35.                       |
| Luís de Albuquerque Maranhão                           | Paraná              | 34.                             |
| Luís Delfino dos Santos                                | Santa Catarina      | 21. – 22.                       |
| Luís Gonzaga Jaime                                     | Goiás               | 28. – 32.                       |
| Luís Siqueira da Silva Lima (3º Barão de Itapemirim)   | Espírito Santo      | 25. – 28.                       |
| Luís Soares dos Santos                                 | Rio Grande do Sul   | 30. – 34.                       |
| Luís Viana                                             | Bahia               | 22. – 23.; 29. – 31.            |
| Luís Vieira Siqueira Torres                            | Alagoas             | 33.                             |
| Macário das Chagas Rocha Lessa                         | Alagoas             | 26. – 27.                       |
| Manuel Antônio Pereira Borba                           | Pernambuco          | 31. – 34.                       |
| Manuel Bernardino da Costa Rodrigues                   | Maranhão            | 29. – 35.                       |
| Manuel Bezerra de Albuquerque Júnior                   | Ceará               | 21. – 22.                       |
| Manuel Clementino do Monte                             | Alagoas             | 35.                             |
| Manuel da Silva Rosa Júnior                            | Sergipe             | 21. – 25.                       |
| Manuel de Alencar Guimarães                            | Paraná              | 27. – 31.                       |
| Manuel de Matos Duarte Silva                           | Rio de Janeiro      | 34..                            |
| Manuel de Melo Cardoso Barata                          | Pará                | 21. – 27.                       |
| Manuel de Morais e Barros                              | São Paulo           | 23. – 25.                       |
| Manuel de Queirós Matoso Ribeiro                       | Rio de Janeiro      | 23. – 26.                       |
| Manuel Ferraz de Campos Sales                          | São Paulo           | 22. – 23.; 28. – 29.            |
| Manuel Francisco Machado (Barão de Solimões)           | Amazonas            | 21. – 25.                       |
| Manuel Gomes Ribeiro (Barão de Traipu)                 | Alagoas             | 25. – 26.; 28. – 31.            |
| Manuel Inácio Belfort Vieira                           | Maranhão            | 24. – 28.                       |
| Manuel Joaquim de Mendonça Martins                     | Alagoas             | 32. – 35.                       |
| Manuel José de Araújo Góis                             | Alagoas             | 27. – 33.                       |
| Manuel José Duarte                                     | Alagoas             | 25. – 28.                       |
| Manuel Martins Torres                                  | Rio de Janeiro      | 25. – 26.                       |
| Manuel Messias de Gusmão Lira                          | Alagoas             | 22. – 24.                       |
| Manuel Pedro Vilaboim                                  | São Paulo           | 35.                             |
| Manuel Prisciliano de Oliveira Valadão                 | Sergipe             | 27. – 29.; 31. – 32.            |
| Manuel Silvino Monjardim                               | Espírito Santo      | 33. – 35.                       |
| Manuel Victorino Pereira                               | Bahia               | 22. – 23.                       |
| Marcílio Teixeira de Lacerda                           | Espírito Santo      | 31. – 32.                       |
| Marins Alves de Camargo                                | Paraná              | 34. – 35.                       |
| Martinho César da Silveira Garcez                      | Sergipe             | 25. – 28.                       |
| Maurício Gracho Cardoso                                | Sergipe             | 32. – 35.                       |
| Melquíades Mário de Sá Freire                          | Rio de Janeiro      | 28. – 30.                       |
| Miguel da Rocha Lima                                   | Goiás               | 33. – 35.                       |
| Miguel Joaquim Ribeiro de Carvalho                     | Rio de Janeiro      | 30. – 35.                       |
| Nestor Gomes                                           | Espírito Santo      | 28. – 35.                       |
| Nilo Procópio Peçanha                                  | Rio de Janeiro      | 26. – 26.; 29.; 32. – 33.       |
| Olegário Dias Maciel                                   | Minas Gerais        | 35.                             |
| Olegário Herculano da Silveira Pinto                   | Goiás               | 32. – 35.                       |
| Olímpio de Sousa Campos                                | Sergipe             | 26. – 27.                       |
| Otacílio Camelo de Albuquerque                         | Paraíba             | 32. – 33.                       |
| Otacílio de Carvalho Camará                            | Rio de Janeiro      | 31.                             |
| Pedro Augusto Borges                                   | Ceará               | 26. – 31.                       |
| Pedro Celestino Correia da Costa                       | Mato Grosso         | 31. – 32.; 34. – 35.            |
| Pedro Costa Rego                                       | Alagoas             | 35.                             |
| Pedro da Cunha Pedrosa                                 | Paraíba             | 29. – 32.                       |
| Pedro Francisco Rodrigues do Lago                      | Bahia               | 32. – 35.                       |
| Pedro Paulino da Fonseca                               | Alagoas             | 21. – 22.                       |
| Pedro Velho de Albuquerque Maranhão                    | Rio Grande do Norte | 24. – 27.                       |
| Prudente José de Morais e Barros                       | São Paulo           | 21. – 23.                       |
| Quintino Bocaiúva                                      | Rio de Janeiro      | 21. – 25.                       |
| Raimundo Artur Vasconcelos                             | Piauí               | 26. – 27.                       |
| Raimundo Pontes de Miranda                             | Alagoas             | 29. – 32.                       |
| Ramiro Fortes de Barcelos                              | Rio Grande do Sul   | 25. – 27.                       |
| Raul Soares de Moura                                   | Minas Gerais        | 32. – 32.                       |
| Raulino Júlio Adolfo Horn                              | Santa Catarina      | 21. – 24.                       |
| Raimundo Nina Ribeiro                                  | Pará                | 22. – 23.                       |
| Rivadávia da Cunha Correia                             | Rio Grande do Sul   | 30. – 31.                       |
| Rui Barbosa de Oliveira                                | Bahia               | 21. – 32.                       |
| Serapião de Aguiar Melo                                | Sergipe             | 29. – 29.                       |
| Severino dos Santos Vieira                             | Bahia               | 23. – 24.; 27. – 29.            |
| Sigismundo Antônio Gonçalves                           | Pernambuco          | 25. – 29.                       |
| Silvério José Nery                                     | Amazonas            | 25. – 35.                       |
| Teodoro Alves Pacheco                                  | Piauí               | 21. – 22.                       |
| Teodureto Carlos de Faria Souto                        | Ceará               | 21. – 22.                       |
| Tobias do Rego Monteiro                                | Rio Grande do Norte | 32. – 32.                       |
| Tomás de Paula Pessoa Rodrigues                        | Ceará               | 33. – 35.                       |
| Tomás Delfino dos Santos                               | Rio de Janeiro      | 23. – 27.                       |
| Tomás Pompeu Pinto Accioli                             | Ceará               | 28. – 31.                       |
| Tomás Rodrigues da Cruz                                | Sergipe             | 21. – 22.                       |
| Ubaldino do Amaral Fontoura                            | Paraná              | 22. – 23.                       |
| Urbano Coelho de Gouveia                               | Goiás               | 26. – 28.                       |
| Urbano Santos da Costa Araújo                          | Maranhão            | 27. – 29.                       |
| Valfredo Soares dos Santos Leal (Monsenhor Valfrido)   | Paraíba             | 26. – 30.                       |
| Venâncio Augusto de Magalhães Neiva                    | Paraíba             | 31. – 35.                       |
| Vicente Machado da Silva Lima                          | Paraná              | 23. – 27.                       |
| Vidal Ramos                                            | Santa Catarina      | 30. – 34.                       |
| Virgílio Clímaco Damásio                               | Bahia               | 21. – 28.                       |
| Vitorino Ribeiro Carneiro Monteiro                     | Rio Grande do Sul   | 27. – 31.                       |
| Washington Luís Pereira de Sousa                       | São Paulo           | 33.                             |

Die 36. Legislaturperiode von 1934 bis 1937 entfiel durch den Militärputsch durch Getúlio Vargas.

## Senatoren der Ära Vargas (1930–1945)
| Name                                | Bundesstaat         | Legislatur– periode |
| ----------------------------------- | ------------------- | ------------------- |
| Abelardo Leão Conduru               | Pará                | 37.                 |
| Alfredo Augusto Guimarães Backer    | Rio de Janeiro      | 37.                 |
| Alfredo Augusto da Mata             | Amazonas            | 37.                 |
| Antônio Jorge Machado Lima          | Paraná              | 37.                 |
| Antônio Garcia de Medeiros Neto     | Bahia               | 37.                 |
| Artur Ferreira da Costa             | Santa Catarina      | 37.                 |
| Augusto César Leite                 | Sergipe             | 37.                 |
| Augusto Simões Lopes                | Rio Grande do Sul   | 37.                 |
| Clodomir Serra Serrão Cardoso       | Maranhão            | 37.                 |
| Edgar Cavalcanti de Arruda          | Ceará               | 37.                 |
| Elói Castriciano de Sousa           | Rio Grande do Norte | 37.                 |
| Flávio Carvalho Guimarães           | Paraná              | 37.                 |
| Francisco Flores da Cunha           | Rio Grande do Sul   | 37.                 |
| Genaro Sales Pinheiro               | Espírito Santo      | 37.                 |
| Genésio Euvaldo de Morais Rego      | Maranhão            | 37.                 |
| Jerônimo Monteiro Filho             | Espírito Santo      | 37.                 |
| João Jones Gonçalves da Rocha       | Rio de Janeiro      | 37.                 |
| João Pacheco de Oliveira            | Bahia               | 37.                 |
| João Vilas Boas                     | Mato Grosso         | 37.                 |
| Joaquim Inácio de Carvalho Filho    | Rio Grande do Norte | 37.                 |
| José Alcântara Machado de Oliveira  | São Paulo           | 37.                 |
| José Américo de Almeida             | Paraíba             | 37.                 |
| José Eduardo de Macedo Soares       | Rio de Janeiro      | 37.                 |
| José Monteiro Ribeiro Junqueira     | Minas Gerais        | 37.                 |
| José Pires Rebelo                   | Piauí               | 37.                 |
| José de Sá Bezerra Cavalcanti       | Pernambuco          | 37.                 |
| Júlio Cesário de Melo               | Rio de Janeiro      | 37.                 |
| Leandro Maynard Maciel              | Sergipe             | 37.                 |
| Leopoldo Tavares Cunha Melo         | Amazonas            | 37.                 |
| Luís Mendes Ribeiro Gonçalves       | Piauí               | 37.                 |
| Mário de Alencastro Caiado          | Goiás               | 37.                 |
| Manuel César de Góis Monteiro       | Alagoas             | 37.                 |
| Manuel Veloso Borges                | Paraíba             | 37.                 |
| Nero Macedo de Carvalho             | Goiás               | 37.                 |
| Paulo de Morais Barros              | São Paulo           | 37.                 |
| Pedro Costa Rego                    | Alagoas             | 37.                 |
| Tomás de Oliveira Lobo              | Pernambuco          | 37.                 |
| Valdemar Cromwell do Rego Falcão    | Ceará               | 37.                 |
| Valdomiro de Barros Magalhães       | Minas Gerais        | 37.                 |
| Vespasiano Barbosa Martins          | Mato Grosso         | 37.                 |
| Vidal José de Oliveira Ramos Júnior | Santa Catarina      | 37.                 |

## Senatoren der Vierten Republik (1945–1963)
Legislaturperioden
- 38.: 1946 – 1951
- 39.: 1951 – 1955
- 40.: 1955 – 1959
- 41.: 1959 – 1963

| Name                                              | Bundesstaat         | Legislatur– periode | Porträt, Anmerkung         |
| ------------------------------------------------- | ------------------- | ------------------- | -------------------------- |
| Abelardo de Araújo Jurema                         | Paraíba             | 39. – 40.           |                            |
| Abilon de Sousa Naves                             | Paraná              | 40. – 41.           |                            |
| Acrísio Fúlvio de Miranda Correia                 | Pará                | 40.                 |                            |
| Adalberto Jorge Rodrigues Ribeiro                 | Paraíba             | 38. – 39.           |                            |
| Afonso Arinos de Melo Franco                      | Guanabara           | 41.                 |                            |
| Afrânio Salgado Lages                             | Alagoas             | 41.                 |                            |
| Agripa de Castro Faria                            | Santa Catarina      | 39. – 39.           |                            |
| Aguinaldo Caiado de Castro                        | Rio de Janeiro      | 39. – 41.           |                            |
| Alberto Pasqualini                                | Rio Grande do Sul   | 39. – 40.           |                            |
| Albino Silva da Fonseca                           | Sergipe             | 41. – 41.           |                            |
| Alexandre Marcondes Machado Filho                 | São Paulo           | 38. – 39.           |                            |
| Alexandre Zacarias de Assunção                    | Pará                | 40. – 41.           |                            |
| Alfredo da Silva Neves                            | Rio de Janeiro      | 38. – 39.           |                            |
| Alfredo Nasser                                    | Goiás               | 38. – 39.           |                            |
| Alfredo Salim Duailibe                            | Maranhão            | 40. – 41.           |                            |
| Alô Ticoulat Guimarães                            | Paraná              | 40. – 41.           |                            |
| Altivo Mendes Linhares                            | Rio de Janeiro      | 39.                 |                            |
| Aluísio Fragoso de Lima Campos                    | Maranhão            | 39.                 |                            |
| Aluísio Lopes de Carvalho Filho                   | Bahia               | 38. – 39.; 41.      |                            |
| Álvaro Adolfo da Silveira                         | Pará                | 38. – 40.           |                            |
| Álvaro Botelho Maia                               | Amazonas            | 38. – 39.           |                            |
| Álvaro Sinfrônio Bandeira de Melo                 | Amazonas            | 39.                 |                            |
| Annibal Di Primio Beck                            | Rio Grande do Sul   | 40.                 |                            |
| Antônio Alexandre Bayma                           | Maranhão            | 39.                 |                            |
| Antônio Bezerra Baltar                            | Pernambuco          | 41.                 |                            |
| Antônio Carvalho Guimarães                        | Maranhão            | 39.                 |                            |
| Antônio de Barros Carvalho                        | Pernambuco          | 40. – 41.           |                            |
| Antônio de Freitas Cavalcanti                     | Alagoas             | 39. – 41.           |                            |
| Antônio de Novais Filho                           | Pernambuco          | 38. – 41.           |                            |
| Antônio Emídio de Barros Filho                    | São Paulo           | 40. – 41.           |                            |
| Antônio Pedro Martins Júnior                      | Pará                | 41.                 |                            |
| Antônio Pereira da Silva Moacir                   | Bahia               | 38. – 39.           |                            |
| Antônio Ribeiro Casado                            | Alagoas             | 40.                 |                            |
| Antovilla Rodrigues Mourão Vieira                 | Amazonas            | 39. – 41.           |                            |
| Apolônio Jorge de Farias Sales                    | Pernambuco          | 38. – 40.           |                            |
| Argemiro de Figueiredo                            | Paraíba             | 39. – 41.           |                            |
| Arlindo Rodrigues                                 | Rio de Janeiro      | 40. – 41.           |                            |
| Arnon Afonso de Farias Melo                       | Alagoas             | 40. – 41            |                            |
| Armando Pereira Correia da Câmara                 | Rio Grande do Sul   | 39. – 40.           |                            |
| Artur Bernardes Filho                             | Minas Gerais        | 38. – 40.           |                            |
| Arthur Ferreira dos Santos                        | Paraná              | 38. – 39.           |                            |
| Ari de Siqueira Viana                             | Espírito Santo      | 40. – 41.           |                            |
| Attilio Vivacqua                                  | Espírito Santo      | 38. – 41.           |                            |
| Augusto Maynard Gomes                             | Sergipe             | 38. – 40.           |                            |
| Auro Soares de Moura Andrade                      | São Paulo           | 40. – 41.           |                            |
| Benedito Mário Calazans                           | São Paulo           | 40. – 41.           |                            |
| Benedito Valadares Ribeiro                        | Minas Gerais        | 39. – 41.           |                            |
| Brasílio Celestino de Oliveira                    | Santa Catarina      | 41.                 |                            |
| Camilo Nogueira da Gama                           | Minas Gerais        | 41.                 |                            |
| Camilo Teixeira Mércio                            | Rio Grande do Sul   | 39.                 |                            |
| Carlos Alberto Lúcio Bittencourt                  | Minas Gerais        | 39. – 40.           |                            |
| Carlos Alfredo Simch                              | Rio Grande do Sul   | 39.                 |                            |
| Carlos Fernando Monteiro Lindenberg               | Espírito Santo      | 41.                 |                            |
| Carlos Gomes de Oliveira                          | Santa Catarina      | 39. – 40.           |                            |
| Carlos Viriato de Sabóia                          | Ceará               | 38. – 41.           |                            |
| César Lacerda de Vergueiro                        | São Paulo           | 39. – 40.           |                            |
| Cícero Teixeira de Vasconcelos                    | Alagoas             | 38. – 39.           |                            |
| Clodomir Serra Serrão Cardoso                     | Maranhão            | 38. – 39.           |                            |
| Daniel Krieger                                    | Rio Grande do Sul   | 40. – 41.           |                            |
| Dário Délio Cardoso                               | Goiás               | 38. – 39.           |                            |
| Dinarte de Medeiros Mariz                         | Rio Grande do Norte | 39. – 40.           |                            |
| Djair Falcão Brindeiro                            | Pernambuco          | 39.                 |                            |
| Domingos Neto de Velasco                          | Goiás               | 39. – 40.           |                            |
| Drault Ernnany de Melo e Silva                    | Paraíba             | 39.                 |                            |
| Durval Neves da Rocha                             | Bahia               | 39. – 40.           |                            |
| Durval Rodrigues da Cruz                          | Sergipe             | 38. – 39.           |                            |
| Edson Pitombo Cavalcanti                          | Espírito Santo      | 40.                 |                            |
| Eduardo de Azevedo Ribeiro                        | Pará                | 38.                 |                            |
| Epitácio Pessoa Cavalcanti de Albuquerque         | Paraíba             | 38. – 39.           |                            |
| Ernesto Rodrigues Dorneles                        | Rio Grande do Sul   | 38. – 39.           |                            |
| Esperidião Lopes de Farias Júnior                 | Alagoas             | 39.                 |                            |
| Etelvino Lins de Albuquerque                      | Pernambuco          | 38. – 39.           |                            |
| Euclides Vieira                                   | São Paulo           | 38. – 39.           |                            |
| Eugênio Barros                                    | Maranhão            | 40. – 41.           |                            |
| Evandro Mendes Viana                              | Maranhão            | 38.                 |                            |
| Ezechias Jerônimo da Rocha                        | Alagoas             | 39. – 40.           |                            |
| Fausto Augusto Borges Cabral                      | Ceará               | 40. – 41.           |                            |
| Fernando Correia da Costa                         | Mato Grosso         | 40. – 41.           |                            |
| Fernando de Melo Viana                            | Minas Gerais        | 38. – 39.           |                            |
| Filinto Müller                                    | Mato Grosso         | 38. – 41.           |                            |
| Flávio Carvalho Guimarães                         | Paraná              | 38. – 39.           |                            |
| Francisco Benjamin Gallotti                       | Santa Catarina      | 38. – 41.           |                            |
| Francisco de Assis Chateaubriand Bandeira de Melo | Paraíba             | 39.                 |                            |
| Francisco de Assis Chateaubriand Bandeira de Melo | Maranhão            | 40.                 |                            |
| Francisco de Meneses Pimentel                     | Ceará               | 40. – 41.           |                            |
| Francisco de Paula Porto                          | Paraíba             | 39.                 |                            |
| Francisco de Sá Tinoco                            | Rio de Janeiro      | 38. – 40.           |                            |
| Francisco Moreira de Sousa                        | Maranhão            | 39.                 |                            |
| Frederico Nunes da Silva                          | Goiás               | 40. – 41.           |                            |
| Gaspar Duarte Velloso                             | Paraná              | 40. – 41.           |                            |
| Geraldo Guimarães Lindgren                        | Rio Grande do Sul   | 41.                 |                            |
| Getúlio Dorneles Vargas                           | Rio Grande do Sul   | 38. – 39.           |                            |
| Gilberto Marinho                                  | Rio de Janeiro      | 40. – 41.           |                            |
| Guido Fernando Mondin                             | Rio Grande do Sul   | 40. – 41.           |                            |
| Guilherme Malaquias dos Santos Júnior             | Rio de Janeiro      | 39. – 40.           |                            |
| Hamilton de Lacerda Nogueira                      | Rio de Janeiro      | 38. – 39.           |                            |
| Heitor Medeiros                                   | Mato Grosso         | 40.                 |                            |
| Henrique de Novais                                | Espírito Santo      | 38.                 |                            |
| Heribaldo Dantas Vieira                           | Sergipe             | 40. – 41.           |                            |
| Irineu Bornhausen                                 | Santa Catarina      | 40. – 41.           |                            |
| Ismar de Góis Monteiro                            | Alagoas             | 38. – 39.           |                            |
| Ivo d’Aquino Fonseca                              | Santa Catarina      | 38. – 39.           |                            |
| Jarbas Cardoso de Albuquerque Maranhão            | Pernambuco          | 39. – 41.           |                            |
| Jefferson de Aguiar                               | Espírito Santo      | 41. – 42.           |                            |
| Jerônimo Dix–Huit Rosado Maia                     | Rio Grande do Norte | 40. – 42.           |                            |
| Jerônimo Coimbra Bueno                            | Goiás               | 40. – 41.           |                            |
| João Cavalcanti Arruda                            | Paraíba             | 40. – 41.           |                            |
| João de Lima Teixeira                             | Bahia               | 40. – 41.           |                            |
| João Guilherme Lameira Bittencourt                | Pará                | 40. – 41.           |                            |
| João Lima Guimarães                               | Minas Gerais        | 40. – 41.           |                            |
| João Mendes Olímpio de Melo                       | Piauí               | 39. – 41.           |                            |
| João Prisco dos Santos                            | Pará                | 39. – 40.           |                            |
| João Severiano da Câmara                          | Rio Grande do Norte | 38.                 |                            |
| João Vilas–Boas                                   | Mato Grosso         | 38. – 41.           |                            |
| Joaquim de Lima Pires Ferreira                    | Piauí               | 38. – 39.           |                            |
| Joaquim de Magalhães Cardoso Barata               | Pará                | 38. – 40.           |                            |
| Joaquim Lobão da Silveira                         | Pará                | 41.                 |                            |
| Joaquim Pedro Salgado Filho                       | Rio Grande do Sul   | 38.                 |                            |
| Joaquim Santos Parente                            | Piauí               | 40. – 42.           |                            |
| Jones dos Santos Neves                            | Espírito Santo      | 38. – 39.           |                            |
| Jorge Braga Pinheiro                              | Rio Grande do Sul   | 38. – 39.           |                            |
| Jorge Campos Maynard                              | Sergipe             | 40. – 41.           |                            |
| José Américo de Almeida                           | Paraíba             | 38. – 39.           |                            |
| José Augusto Meira Dantas                         | Pará                | 38. – 39.           |                            |
| José Carlos Pereira Pinto                         | Rio de Janeiro      | 38. – 39.           |                            |
| José da Costa Paranhos                            | Goiás               | 39. – 40.           |                            |
| José da Costa Pereira                             | Goiás               | 39. – 41.           |                            |
| José de Mendonça Clark                            | Piauí               | 40.                 |                            |
| José Feliciano Ferreira                           | Goiás               | 41.                 |                            |
| José Ferreira de Sousa                            | Rio Grande do Norte | 38. – 39.           |                            |
| José Fortunato Ribeiro                            | Espírito Santo      | 39.                 |                            |
| José Georgino Alves e Sousa Avelino               | Rio Grande do Norte | 38. – 41.           |                            |
| José Lourenço Dias                                | Goiás               | 38.                 |                            |
| José Mário Porto                                  | Paraíba             | 40.                 |                            |
| José Moreira Bastos Filho                         | Rio de Janeiro      | 40.                 |                            |
| José Neiva de Sousa                               | Maranhão            | 38. – 39.           |                            |
| José Parsifal Barroso                             | Ceará               | 39. – 41.           |                            |
| José Victorino Correia                            | Piauí               | 41.                 |                            |
| Júlio César Leite                                 | Sergipe             | 39. – 40.           |                            |
| Juracy Montenegro Magalhães                       | Bahia               | 39. – 41.           |                            |
| Juscelino Kubitschek                              | Goiás               | 41.                 |                            |
| Juvenal Lino de Matos                             | São Paulo           | 39. – 41.           |                            |
| Kerginaldo Cavalcanti de Albuquerque              | Rio Grande do Norte | 38. – 40.           |                            |
| Landulfo Alves de Almeida                         | Bahia               | 38. – 39.           |                            |
| Lauro Dantas Hora                                 | Sergipe             | 40.                 |                            |
| Leônidas de Castro Melo                           | Piauí               | 40. – 41.           |                            |
| Leopoldo Tavares Cunha Melo                       | Amazonas            | 39. – 41.           |                            |
| Levindo Eduardo Coelho                            | Minas Gerais        | 38. – 39.           |                            |
| Lineu Prestes                                     | São Paulo           | 40.                 |                            |
| Lourival Fontes                                   | Sergipe             | 39. – 41.           |                            |
| Lúcio Correia                                     | Santa Catarina      | 38. – 39.           |                            |
| Luís Carlos Prestes                               | Rio de Janeiro      | 38.                 |                            |
| Luis Lopes Varela                                 | Rio Grande do Norte | 39.                 |                            |
| Luís Pinto Ferreira                               | Pernambuco          | 41. – 42.           |                            |
| Luís Sebastião Guedes Alcoforado                  | Pernambuco          | 40.                 |                            |
| Luís Tinoco da Fonseca                            | Espírito Santo      | 38. – 39.           |                            |
| Luís Mendes Ribeiro Gonçalves                     | Piauí               | 38. – 39.           |                            |
| Luís Rodolfo Miranda                              | São Paulo           | 38. – 39.           |                            |
| Manuel Anísio Jobim                               | Amazonas            | 39.                 |                            |
| Manoel do Nascimento Fernandes Távora             | Ceará               | 38. – 41.           |                            |
| Manuel Lutterbach Nunes                           | Rio de Janeiro      | 40. – 41.           |                            |
| Manoel Severiano Nunes                            | Amazonas            | 38. – 39.           |                            |
| Mário de Andrade Ramos                            | Rio de Janeiro      | 38. – 39.           |                            |
| Mario Motta                                       | Mato Grosso         | 39. – 40.           |                            |
| Martiniano José Fernandes                         | Pernambuco          | 39.                 |                            |
| Matias Olímpio de Melo                            | Piauí               | 38. – 41.           |                            |
| Mem de Azambuja Sá                                | Rio Grande do Sul   | 40. – 41.           |                            |
| Miguel de Oliveira Couto Filho                    | Rio de Janeiro      | 40. – 41.           |                            |
| Milton Soares Campos                              | Minas Gerais        | 40. – 41.           |                            |
| Moacir Sobral Barreto                             | Sergipe             | 40.                 |                            |
| Moisés Lupion de Tróia                            | Paraná              | 39. – 40.           |                            |
| Mozart Brasileiro Pereira do Lago                 | Rio de Janeiro      | 39.                 |                            |
| Napoleão de Alencastro Guimarães                  | Rio de Janeiro      | 39. – 40.           |                            |
| Nelson Firmo de Oliveira                          | Pernambuco          | 40. – 41.           |                            |
| Nelson Maculan                                    | Paraná              | 41.                 |                            |
| Nelson Tenório de Oliveira                        | Alagoas             | 41.                 |                            |
| Nereu de Oliveira Ramos                           | Santa Catarina      | 38. – 40.           |                            |
| Nestor Massena                                    | Minas Gerais        | 39.                 |                            |
| Olavo Oliveira                                    | Ceará               | 38. – 39.           |                            |
| Onofre Muniz Gomes de Lima                        | Ceará               | 39. – 40.           |                            |
| Osvaldo Moura Brasil do Amaral                    | Rio de Janeiro      | 40.                 |                            |
| Otacílio Jurema                                   | Paraíba             | 40.                 |                            |
| Otávio Mangabeira                                 | Bahia               | 40. – 41.           |                            |
| Othon Mader                                       | Paraná              | 38. – 40.           |                            |
| Ovídio Antunes Teixeira                           | Bahia               | 40. – 40.           |                            |
| Paulino Lopes da Costa                            | Mato Grosso         | 41.                 |                            |
| Paulo Abreu                                       | São Paulo           | 40. – 41.           |                            |
| Paulo da Silva Fernandes                          | Rio de Janeiro      | 39. – 41.           |                            |
| Paulo Fender                                      | Pará                | 41.                 |                            |
| Paulo Ramos Coelho                                | Amazonas            | 41.                 |                            |
| Pedro Aurélio de Góis Monteiro                    | Alagoas             | 38.                 |                            |
| Pedro Dinis Gonçalves Filho                       | Sergipe             | 39.                 |                            |
| Pedro Ludovico Teixeira                           | Goiás               | 38. – 41.           |                            |
| Péricles Pinto da Silva                           | Minas Gerais        | 39. – 40.           |                            |
| Plínio Pompeu de Sabóia Magalhães                 | Ceará               | 38. – 39.           |                            |
| Raimundo Bandeira Vaughan                         | Rio de Janeiro      | 41.                 |                            |
| Raimundo Melo de Arêa Leão                        | Piauí               | 39. – 40.           |                            |
| Raimundo Públio Bandeira de Melo                  | Maranhão            | 41.                 |                            |
| Raimundo Públio Bandeira de Melo                  | Paraíba             | 41.                 | (für verschiedene Staaten) |
| Reginaldo Fernandes de Oliveira                   | Rio Grande do Norte | 40. – 41.           |                            |
| Remy Bayma Archer da Silva                        | Maranhão            | 40. – 41.           |                            |
| Renato Onofre Pinto Aleixo                        | Bahia               | 38. – 39.           |                            |
| Roberto Cochrane Simonsen                         | São Paulo           | 38.                 |                            |
| Roberto Glasser                                   | Paraná              | 38. – 39.           |                            |
| Rodrigo de Oliveira Lobo                          | Santa Catarina      | 40.                 |                            |
| Rui Soares Palmeira                               | Alagoas             | 39. – 41.           |                            |
| Rui Carneiro                                      | Paraíba             | 39. – 42.           |                            |
| Salviano Leite Rolim                              | Paraíba             | 41. – 42.           |                            |
| Saulo Saul Ramos                                  | Santa Catarina      | 39. – 41.           |                            |
| Sebastião Archer da Silva                         | Maranhão            | 40. – 41.           |                            |
| Sérgio Bezerra Marinho                            | Rio Grande do Norte | 40. – 41.           |                            |
| Silvério Del Caro                                 | Espírito Santo      | 41.                 |                            |
| Silvestre Péricles de Góis Monteiro               | Alagoas             | 40. – 42.           |                            |
| Sílvio Curvo                                      | Mato Grosso         | 39. – 40.           |                            |
| Sinval da Silva Coutinho                          | Pará                | 38                  |                            |
| Taciano Gomes de Melo                             | Goiás               | 40. – 41.           |                            |
| Tarcísio de Almeida Miranda                       | Rio de Janeiro      | 39. – 40.           |                            |
| Valdemar da Rocha Dias                            | Mato Grosso         | 39.                 |                            |
| Valdemar Pedrosa                                  | Amazonas            | 38. – 39.           |                            |
| Valter do Prado Franco                            | Sergipe             | 38. – 39.           |                            |
| Venâncio Pessoa Igrejas Lopes                     | Rio de Janeiro      | 41.                 |                            |
| Vespasiano Barbosa Martins                        | Mato Grosso         | 38. – 39.           |                            |
| Vitorino Freire                                   | Maranhão            | 38. – 41.           |                            |
| Virgínio de Veloso Borges                         | Paraíba             | 39.                 |                            |
| Vivaldo Palma Lima Filho                          | Amazonas            | 39. – 41.           |                            |
| Waldemar de Moura Santos                          | Piauí               | 40.                 |                            |
| Waldir Bouhid                                     | Pará                | 40.                 |                            |
| Wergniaud Wanderley                               | Paraíba             | 38.                 |                            |

## Senatoren des Militärregimes (1964–1987)
Legislaturperioden
- 42.: 1963 – 1967
- 43.: 1967 – 1970
- 44.: 1971 – 1974
- 45.: 1975 – 1978
- 46.: 1979 – 1983
- 47.: 1983 – 1987

| Name                                       | Bundesstaat         | Legislatur– periode | Porträt, Anmerkung |
| ------------------------------------------ | ------------------- | ------------------- | ------------------ |
| Aarão Steinbruch                           | Rio de Janeiro      | 42. – 43.           |                    |
| Adalberto Correia Sena                     | Acre                | 42. – 46.           |                    |
| Aderbal de Araújo Jurema                   | Pernambuco          | 46. – 47.           |                    |
| Adolfo de Oliveira Franco                  | Paraná              | 42. – 44.           |                    |
| Afonso Arinos de Melo Franco               | Guanabara           | 42.                 |                    |
| Afonso Alves de Camargo Neto               | Paraná              | 46. – 47.           |                    |
| Agenor Nunes de Maria                      | Rio Grande do Norte | 45. – 46.           |                    |
| Álano Barcelos                             | Rio de Janeiro      | 46. – 46.           |                    |
| Albano do Prado Pimentel Franco            | Sergipe             | 47.                 |                    |
| Alberto Lavinas                            | Rio de Janeiro      | 46. – 47.           |                    |
| Alberto Tavares Silva                      | Piauí               | 46. – 47.           |                    |
| Alcides Paio                               | Rondônia            | 47.                 |                    |
| Alexandre Alves Costa                      | Maranhão            | 44. – 47.           |                    |
| Alexandre Zacarias de Assunção             | Pará                | 40. – 42.           |                    |
| Alfredo José de Campos Melo                | Minas Gerais        | 47.                 |                    |
| Almir Santos Pinto                         | Ceará               | 46. – 47.           |                    |
| Alô Ticoulat Guimarães                     | Paraná              | 42.                 |                    |
| Aloysio Chaves                             | Pará                | 46. – 47.           |                    |
| Aloísio Lopes de Carvalho Filho            | Bahia               | 42. – 43.           |                    |
| Altevir Leal                               | Acre                | 45. – 47.           |                    |
| Álvaro Botelho Maia                        | Amazonas            | 43.                 |                    |
| Álvaro Fernandes Dias                      | Paraná              | 47.                 |                    |
| Álvaro Luís Bocaiúva Catão                 | Santa Catarina      | 43.                 |                    |
| Amauri de Oliveira e Silva                 | Paraná              | 42.                 |                    |
| André Franco Montoro                       | São Paulo           | 44. – 46.           |                    |
| Antônio Balbino de Carvalho Filho          | Bahia               | 42. – 44.           |                    |
| Antônio Carlos Konder Reis                 | Santa Catarina      | 42. – 45.           |                    |
| Antônio da Silva Fernandes                 | Bahia               | 43. – 45.           |                    |
| Antônio de Barros Carvalho                 | Pernambuco          | 42.                 |                    |
| Antônio Emídio de Barros Filho             | São Paulo           | 42.                 |                    |
| Antônio Jorge de Queiroz Jucá              | Ceará               | 42.                 |                    |
| Antônio Lomanto Júnior                     | Bahia               | 46. – 47.           |                    |
| Antônio Mendes Canale                      | Mato Grosso         | 45. – 46.           |                    |
| Antônio Osvaldo do Amaral Furlan           | São Paulo           | 46. – 47.           |                    |
| Antônio Pedro Martins Junior               | Pará                | 41. – 42.           |                    |
| Antônio Pereira Diniz                      | Paraíba             | 43. – 43.           |                    |
| Antovila Rodrigues Mourão Vieira           | Amazonas            | 42.                 |                    |
| Aquiles Almeida Cruz                       | Maranhão            | 43. – 43.           |                    |
| Argemiro de Figueiredo                     | Paraíba             | 42. – 44.           |                    |
| Armando de Miranda Storni                  | Goiás               | 42. – 43.           |                    |
| Arnaldo Guedes Pinto de Paiva              | Alagoas             | 43. – 43.           |                    |
| Arnon Afonso de Farias Melo                | Alagoas             | 42. – 47.           |                    |
| Arnor Damiani                              | Santa Catarina      | 46. – 47.           |                    |
| Artur Leite da Silveira                    | Bahia               | 42.                 |                    |
| Artur Virgílio do Carmo Ribeiro Filho      | Amazonas            | 42. – 43.           |                    |
| Ari de Siqueira Viana                      | Espírito Santo      | 42.                 |                    |
| Atílio Francisco Xavier Fontana            | Santa Catarina      | 42. – 44.           |                    |
| Augusto do Prado Franco                    | Sergipe             | 44. – 46.           |                    |
| Aurélio Viana da Cunha Lima                | Guanabara           | 42. – 44.           |                    |
| Auro Soares de Moura Andrade               | São Paulo           | 42. – 43.           |                    |
| Benedito Mário Calazans                    | São Paulo           | 40. – 42.           |                    |
| Benedito Valadares Ribeiro                 | Minas Gerais        | 42. – 44.           |                    |
| Benedito Vicente Ferreira                  | Goiás               | 44. – 47.           |                    |
| Bernardino Soares Viana                    | Piauí               | 46. – 46.           |                    |
| Camilo Nogueira da Gama                    | Minas Gerais        | 42. – 44.           |                    |
| Carlos Alberto Alves de Carvalho Pinto     | São Paulo           | 42. – 45.           |                    |
| Carlos Alberto de Sousa                    | Rio Grande do Norte | 47.                 |                    |
| Carlos Alberto Gomes Chiarelli             | Rio Grande do Sul   | 47.                 |                    |
| Carlos Benigno Pereira de Lira Neto        | Alagoas             | 47.                 |                    |
| Carlos Fernando Monteiro Lindenberg        | Espírito Santo      | 42. – 45.           |                    |
| Carlos Jereissati                          | Ceará               | 42. – 42.           |                    |
| Carlos Mauro Cabral Benevides              | Ceará               | 45. – 46.           |                    |
| Celso Ramos Branco                         | Santa Catarina      | 42. – 45.           |                    |
| César Cals de Oliveira Filho               | Ceará               | 46. – 47.           |                    |
| Cid Feijó Sampaio                          | Pernambuco          | 47.                 |                    |
| Claudionor Couto Roriz                     | Rondônia            | 47.                 |                    |
| Clodomir Teixeira Millet                   | Maranhão            | 42. – 45.           |                    |
| Clóvis de Azevedo Maia                     | Acre                | 43. – 43.           |                    |
| Daniel Krieger                             | Rio Grande do Sul   | 42. – 45.           |                    |
| Danton Pinheiro Jobim                      | Guanabara           | 44. – 45.           |                    |
| Desiré Guarani e Silva                     | Amazonas            | 42. – 43.           |                    |
| Dinarte de Medeiros Mariz                  | Rio Grande do Norte | 42. – 47.           |                    |
| Dirceu Cardoso                             | Espírito Santo      | 45. – 46.           |                    |
| Dirceu Mendes Arcoverde                    | Piauí               | 46                  |                    |
| Domício Gondim Barreto                     | Paraíba             | 42. – 45.           |                    |
| Dulce Sales Cunha Braga                    | São Paulo           | 46.                 |                    |
| Dylton Augusto Rodrigues da Costa          | Sergipe             | 42. – 43.           |                    |
| Edmundo Fernandes Levi                     | Amazonas            | 42. – 44.           |                    |
| Eduardo Assmar                             | Acre                | 42.                 |                    |
| Eduardo Catalão                            | Bahia               | 42. – 43.           |                    |
| Edward Catete Pinheiro                     | Pará                | 42. – 45.           |                    |
| Emival Ramos Caiado                        | Goiás               | 44.                 |                    |
| Enéas Eugênio Pereira Faria                | Paraná              | 47.                 |                    |
| Ernani do Amaral Peixoto                   | Rio de Janeiro      | 44. – 47.           |                    |
| Eugênio de Barros                          | Maranhão            | 40. – 42.           |                    |
| Eunice Mafalda Michilles                   | Amazonas            | 46. – 47.           |                    |
| Eurico Vieira de Resende                   | Espírito Santo      | 42. – 45.           |                    |
| Evandro das Neves Carreira                 | Amazonas            | 45. – 46.           |                    |
| Evelásio Vieira                            | Santa Catarina      | 45. – 46.           |                    |
| Fausto Gaioso Castelo Branco               | Piauí               | 44. – 46.           |                    |
| Fernando Corrêa da Costa                   | Mato Grosso         | 42. – 45.           |                    |
| Fernando Henrique Cardoso                  | São Paulo           | 47.                 |                    |
| Filinto Müller                             | Mato Grosso         | 42. – 44.           |                    |
| Flávio da Costa Brito                      | Amazonas            | 43. – 45.           |                    |
| Francisco Accioli Rodrigues da Costa Filho | Paraná              | 44. – 46.           |                    |
| Francisco de Meneses Pimentel              | Ceará               | 40. – 44.           |                    |
| Francisco Duarte Filho                     | Rio Grande do Norte | 43. – 44.           |                    |
| Francisco Leite Chaves                     | Paraná              | 45. – 46.           |                    |
| Francisco Leite Neto                       | Sergipe             | 42.                 |                    |
| Francisco Pessoa de Queiroz                | Pernambuco          | 42. – 44.           |                    |
| Gabriel Hermes Filho                       | Pará                | 46. – 47.           |                    |
| Gastão de Matos Müller                     | Mato Grosso         | 42.; 46. – 47.      |                    |
| Geraldo Gurgel de Mesquita                 | Acre                | 44. – 45.           |                    |
| Gilberto Marinho                           | Guanabara           | 42. – 43.           |                    |
| Godwasser Pereira dos Santos               | Acre                | 42.                 |                    |
| Guido Fernando Mondin                      | Rio Grande do Sul   | 40. – 45.           |                    |
| Guilherme Gracindo Soares Palmeira         | Alagoas             | 47                  |                    |
| Gustavo Capanema                           | Minas Gerais        | 44. – 46.           |                    |
| Heitor Dias Pereira                        | Bahia               | 44. – 46.           |                    |
| Hélio Mota Gueiros                         | Pará                | 47.                 |                    |
| Helvídio Nunes de Barros                   | Piauí               | 44. – 47.           |                    |
| Henrique Antônio Santillo                  | Goiás               | 46. – 47.           |                    |
| Henrique de La Rocque Almeida              | Maranhão            | 45. – 46.           |                    |
| Heráclito Guimarães Rollemberg             | Sergipe             | 47.                 |                    |
| Heribaldo Dantas Vieira                    | Sergipe             | 40. – 42.           |                    |
| Hermann de Medeiros Torres                 | Alagoas             | 42.                 |                    |
| Humberto Coutinho de Lucena                | Paraíba             | 46. – 47.           |                    |
| Humberto Neder                             | Mato Grosso         | 42.                 |                    |
| Irineu Bornhausen                          | Santa Catarina      | 40. – 42.           |                    |
| Íris Célia Cabanellas Zannini              | Acre                | 47.                 |                    |
| Italívio Martins Coelho                    | Mato Grosso         | 44. – 46.           |                    |
| Itamar Augusto Cautiero Franco             | Minas Gerais        | 45. – 47.           |                    |
| Ivan Orestes Bonato                        | Santa Catarina      | 47.                 |                    |
| Ivandro Moura Cunha Lima                   | Paraíba             | 45. – 46.           |                    |
| Jaison Tupi Barreto                        | Santa Catarina      | 46. – 47.           |                    |
| Jamil Haddad                               | Rio de Janeiro      | 47.                 |                    |
| Jarbas Gonçalves Passarinho                | Pará                | 43. – 46.           |                    |
| Jefferson de Aguiar                        | Espírito Santo      | 42.                 |                    |
| Jerônimo Dix–Huit Rosado Maia              | Rio Grande do Norte | 42.                 |                    |
| Jessé Pinto Freire                         | Rio Grande do Norte | 44. – 46.           |                    |
| João Abraão Sobrinho                       | Goiás               | 42. – 43.           |                    |
| João Agripino Filho                        | Paraíba             | 42.                 |                    |
| João Américo de Souza                      | Maranhão            | 47.                 |                    |
| João Batista de Vasconcelos Torres         | Rio de Janeiro      | 42. – 45            |                    |
| João Bosco Ramos de Lima                   | Amazonas            | 46.                 |                    |
| João Calisto Lobo                          | Piauí               | 47.                 |                    |
| João Castelo Ribeiro Gonçalves             | Maranhão            | 47.                 |                    |
| João Cleofas de Oliveira                   | Pernambuco          | 42. – 45.           |                    |
| João de Matos Leão                         | Paraná              | 44. – 45.           |                    |
| João de Medeiros Calmon                    | Espírito Santo      | 44. – 47.           |                    |
| João dos Santos Braga Júnior               | Amazonas            | 45. – 46.           |                    |
| João Gilvan Rocha                          | Sergipe             | 45. – 46.           |                    |
| João Lúcio da Silva                        | Alagoas             | 47.                 |                    |
| João Pedro Gouveia Carvalho Vieira         | Rio de Janeiro      | 42. – 43.           |                    |
| João Renato Franco                         | Pará                | 44. – 46.           |                    |
| Joaquim Lobão da Silveira                  | Pará                | 42. – 44.           |                    |
| Joaquim Santos Parente                     | Piauí               | 40. – 42.           |                    |
| Jorge Kalume                               | Acre                | 46. – 47.           |                    |
| Jorge Konder Bornhausen                    | Santa Catarina      | 47.                 |                    |
| Josaphat Ramos Marinho                     | Bahia               | 42. – 44.           |                    |
| José Augusto Ferreira Filho                | Minas Gerais        | 44. – 45.           |                    |
| José Benedito Canelas                      | Mato Grosso         | 46. – 47            |                    |
| José Bernardino Lindoso                    | Amazonas            | 44. – 46.           |                    |
| José Bezerra de Araújo                     | Rio Grande do Norte | 42.                 |                    |
| José Cândido Ferraz                        | Piauí               | 42. – 44.           |                    |
| José Cortez Pereira de Araújo              | Rio Grande do Norte | 42.                 |                    |
| José de Faria Tavares                      | Minas Gerais        | 42. – 43.           |                    |
| José de Magalhães Pinto                    | Minas Gerais        | 44. – 45.           |                    |
| José de Souza Martins Filho                | Rio Grande do Norte | 46. – 47.           |                    |
| José Dias de Macedo                        | Ceará               | 47.                 |                    |
| José do Nascimento Caixeta                 | Goiás               | 46. – 47.           |                    |
| José Elias Isaac                           | Goiás               | 42.                 |                    |
| José Ermírio de Morais                     | Pernambuco          | 42. – 44.           |                    |
| José Feliciano Ferreira                    | Goiás               | 41. – 44.           |                    |
| José Guiomard dos Santos                   | Acre                | 42. – 47.           |                    |
| José Ignácio Ferreira                      | Espírito Santo      | 47.                 |                    |
| José Lins de Albuquerque                   | Ceará               | 46. – 47.           |                    |
| José Manuel Fontanillas Fragelli           | Mato Grosso do Sul  | 46. – 47.           |                    |
| José Passos Porto                          | Sergipe             | 46. – 47.           |                    |
| José Raimundo Esteves                      | Amazonas            | 44. – 45.           |                    |
| José Richa                                 | Paraná              | 46. – 47.           |                    |
| José Rollemberg Leite                      | Sergipe             | 42. – 43.           |                    |
| José Sarney                                | Maranhão            | 44. – 47.           |                    |
| José Urbano da Costa Carvalho              | Pernambuco          | 47.                 |                    |
| José Valdemar de Alcântara e Silva         | Ceará               | 43. – 44            |                    |
| Josué Cláudio de Souza                     | Amazonas            | 42.                 |                    |
| Júlio César Leite                          | Sergipe             | 42. – 44.           |                    |
| Juscelino Kubitschek de Oliveira           | Goiás               | 41. – 42.           |                    |
| Jutahy Borges Magalhães                    | Bahia               | 46. – 47.           |                    |
| Juvenal Lino de Matos                      | São Paulo           | 42. – 44.           |                    |
| Kairala José Kairala                       | Acre                | 42.                 |                    |
| Laélia Contreiras Agra de Alcântara        | Acre                | 46.                 |                    |
| Lázaro Ferreira Barbosa                    | Goiás               | 45. – 46.           |                    |
| Leandro Maynard Maciel                     | Sergipe             | 42. – 45.           |                    |
| Lenoir Vargas Ferreira                     | Santa Catarina      | 44. – 47.           |                    |
| Leoni Mendonça                             | Goiás               | 44. – 45.           |                    |
| Lineu Gomes                                | São Paulo           | 42.                 |                    |
| Lourival Baptista                          | Sergipe             | 44. – 47.           |                    |
| Luís Carlos Belo Parga                     | Maranhão            | 47.                 |                    |
| Luís Fernando de Oliveira Freire           | Maranhão            | 46.                 |                    |
| Luís Viana Filho                           | Bahia               | 45. – 47.           |                    |
| Luís de Gonzaga Barros                     | Rio Grande do Norte | 44. – 45.           |                    |
| Luiz de Souza Cavalcante                   | Alagoas             | 44. – 47.           |                    |
| Luís Pinto Ferreira                        | Pernambuco          | 41. – 42.           |                    |
| Manuel Cordeiro Vilaça                     | Rio Grande do Norte | 42. – 44.           |                    |
| Manoel da Silva Dias                       | Piauí               | 42.                 |                    |
| Manuel Gonçalves Ferreira Filho            | São Paulo           | 46.                 |                    |
| Marcelo Nunes de Alencar                   | Guanabara           | 43. – 43.           |                    |
| Marcelo Miranda Soares                     | Mato Grosso do Sul  | 47.                 |                    |
| Marco Antônio de Oliveira Maciel           | Pernambuco          | 47.                 |                    |
| Marcondes Iran Benevides Gadelha           | Paraíba             | 47.                 |                    |
| Marcos de Barros Freire                    | Pernambuco          | 45. – 46.           |                    |
| Maria Syrlei Donato                        | Santa Catarina      | 46.                 |                    |
| Mário de Sousa Martins                     | Guanabara           | 43.                 |                    |
| Mário Maia                                 | Acre                | 47.                 |                    |
| Maurício Brasilino Leite                   | Paraíba             | 47.                 |                    |
| Mauro Borges Teixeira                      | Goiás               | 47.                 |                    |
| Mem de Azambuja Sá                         | Rio Grande do Sul   | 42. – 44.           |                    |
| Miguel Couto Filho                         | Rio de Janeiro      | 40. – 42.           |                    |
| Miguel Monteiro Barros Lins                | Maranhão            | 42.                 |                    |
| Milton Bezerra Cabral                      | Paraíba             | 44. – 47.           |                    |
| Milton Blanco de Abrunhosa Trindade        | Pará                | 43. – 45.           |                    |
| Milton Ribeiro Meneses                     | Paraná              | 42. – 43.           |                    |
| Milton Soares Campos                       | Minas Gerais        | 40. – 44.           |                    |
| Moacir Dalla                               | Espírito Santo      | 46. – 47.           |                    |
| Moacir Torres Duarte                       | Rio Grande do Norte | 46. – 47.           |                    |
| Morvan Aloísio Acaiaba de Resende          | Minas Gerais        | 47                  |                    |
| Murilo Carneiro Leão Paraíso               | Pernambuco          | 45. – 46.           |                    |
| Murilo Paulino Badaró                      | Minas Gerais        | 46. – 47.           |                    |
| Ney Amintas de Barros Braga                | Paraná              | 43. – 45.           |                    |
| Nelson de Sousa Carneiro                   | Guanabara           | 44. – 45.           |                    |
| Nelson de Sousa Carneiro                   | Rio de Janeiro      | 46. – 47.           |                    |
| Nelson Maculan                             | Paraná              | 41. – 42.           |                    |
| Nilo de Sousa Coelho                       | Pernambuco          | 46. – 47.           |                    |
| Nivaldo Rodrigues Machado                  | Pernambuco          | 47.                 |                    |
| Octávio Cesário Pereira Júnior             | Paraná              | 43. – 44.           |                    |
| Octávio Omar Cardoso                       | Rio Grande do Sul   | 46. – 47.           |                    |
| Odacir Soares Rodrigues                    | Rondônia            | 47.                 |                    |
| Orestes Quércia                            | São Paulo           | 45. – 46.           |                    |
| Orlando Gabriel Zancaner                   | São Paulo           | 44. – 45.           |                    |
| Oscar Passos                               | Acre                | 42. – 44.           |                    |
| Osíris Pontes                              | Ceará               | 46.                 |                    |
| Osíris Teixeira                            | Goiás               | 44. – 46.           |                    |
| Otair Becker                               | Santa Catarina      | 45. – 46.           |                    |
| Otto Cirilo Lehmann                        | São Paulo           | 45. – 46.           |                    |
| Paulino Lopes da Costa                     | Mato Grosso         | 42.                 |                    |
| Paulo Barros                               | Espírito Santo      | 42.                 |                    |
| Paulo Brossard de Sousa Pinto              | Rio Grande do Sul   | 45. – 46.           |                    |
| Paulo Francisco Torres                     | Rio de Janeiro      | 42. – 45.           |                    |
| Paulo Pessoa Guerra                        | Pernambuco          | 44. – 45.           |                    |
| Paulo Sarasate Ferreira Lopes              | Ceará               | 42. – 43.           |                    |
| Pedro Augusto de Moura Palha               | Pará                | 42. – 43.           |                    |
| Pedro Carneiro de Morais e Silva           | Pará                | 42. – 43.           |                    |
| Pedro Jorge Simon                          | Rio Grande do Sul   | 46. – 47.           |                    |
| Pedro Ludovico Teixeira                    | Goiás               | 42. – 43.           |                    |
| Pedro Pedrossian                           | Mato Grosso do Sul  | 46.                 |                    |
| Péricles Pedro da Silva                    | Goiás               | 42. – 43.           |                    |
| Petrônio Portela Nunes                     | Piauí               | 43. – 46.           |                    |
| Rachid Saldanha Derzi                      | Mato Grosso do Sul  | 44. – 47.           |                    |
| Raimundo Gomes de Araújo Parente           | Amazonas            | 46. – 47.           |                    |
| Raul Giuberti                              | Espírito Santo      | 42. – 44.           |                    |
| Reinaldo Galvão Modesto                    | Rondônia            | 47.                 |                    |
| Renato Ramos da Silva                      | Santa Catarina      | 42. – 43.           |                    |
| Roberto de Oliveira Campos                 | Mato Grosso         | 47.                 |                    |
| Roberto Saturnino Braga                    | Rio de Janeiro      | 45. – 47.           |                    |
| Roberto Wypych                             | Paraná              | 47.                 |                    |
| Roisle Alaor Metzker Coutinho              | Bahia               | 47.                 |                    |
| Rubens de Melo Braga                       | Paraná              | 42. – 44.           |                    |
| Rubens Vaz da Costa                        | Pernambuco          | 47.                 |                    |
| Rui Carneiro                               | Paraíba             | 41. – 45.           |                    |
| Rui Santos                                 | Bahia               | 44. – 46.           |                    |
| Rui Soares Palmeira                        | Alagoas             | 42. – 43.           |                    |
| Salviano Leite Rolim                       | Paraíba             | 41. – 42.           |                    |
| Sebastião Archer da Silva                  | Maranhão            | 42. – 44.           |                    |
| Severo Fagundes Gomes                      | São Paulo           | 47.                 |                    |
| Sigefredo Pacheco                          | Piauí               | 42. – 44.           |                    |
| Silvestre Péricles de Góis Monteiro        | Alagoas             | 40. – 42.           |                    |
| Tancredo de Almeida Neves                  | Minas Gerais        | 46.                 |                    |
| Tarso de Morais Dutra                      | Rio Grande do Sul   | 44. – 47.           |                    |
| Teotônio Brandão Vilela                    | Alagoas             | 43. – 46.           |                    |
| Valdon Varjão                              | Mato Grosso         | 46.                 |                    |
| Valfredo Dantas Gurgel                     | Rio Grande do Norte | 42.                 |                    |
| Vicente de Bezerra Neto                    | Mato Grosso         | 42. – 44.           |                    |
| Vicente Emílio Vuolo                       | Mato Grosso         | 46.                 |                    |
| Vicente Férrer Augusto Lima                | Ceará               | 42.                 |                    |
| Vitorino Freire                            | Maranhão            | 42. – 44.           |                    |
| Virgílio de Morais Fernandes Távora        | Ceará               | 44. – 47.           |                    |
| Vivaldo Palma Lima Filho                   | Amazonas            | 40. – 42.           |                    |
| Wilson de Queiroz Campos                   | Pernambuco          | 43. – 45.           |                    |
| Wilson Gonçalves                           | Ceará               | 42. – 45.           |                    |

## Senatoren der Neuen Republik (Sechsten Republik) (1987–2007)
Legislaturperioden
- 48.: 1987 – 1991
- 49.: 1991 – 1995
- 50.: 1995 – 1999
- 51.: 1999 – 2003
- 52.: 2003 – 2007

| Name                                           | Bundesstaat         | Legislatur– periode | Porträt, Anmerkung |
| ---------------------------------------------- | ------------------- | ------------------- | ------------------ |
| Abdias do Nascimento                           | Rio de Janeiro      | 49. – 50.           |                    |
| Ademir Galvão Andrade                          | Pará                | 50. – 51.           |                    |
| Aelton José de Freitas                         | Minas Gerais        | 51. – 52.           |                    |
| Afonso Alves de Camargo Neto                   | Paraná              | 48. – 49.           |                    |
| Afonso Arinos de Melo Franco                   | Rio de Janeiro      | 48.                 |                    |
| Airton Quaresma de Oliveira                    | Amapá               | 49.                 |                    |
| Albano do Prado Pimentel Franco                | Sergipe             | 47. – 50.           |                    |
| Alberto Hoffmann                               | Rio Grande do Sul   | 48.                 |                    |
| Alberto Tavares Silva                          | Piauí               | 51. – 52.           |                    |
| Albino Boaventura                              | Goiás               | 50. – 51.           |                    |
| Alcides José Saldanha                          | Rio Grande do Sul   | 46. – 47.           |                    |
| Alcides Muniz Falcão                           | Alagoas             | 50.                 |                    |
| Alcides Paio                                   | Rondônia            | 47. – 48.           |                    |
| Alexandre Alves Costa                          | Maranhão            | 50. – 51.           |                    |
| Alfredo José de Campos Melo                    | Minas Gerais        | 48. – 49.           |                    |
| Almir José de Oliveira Gabriel                 | Pará                | 48. – 49.           |                    |
| Aloizio Mercadante Oliva                       | São Paulo           | 52.                 |                    |
| Aluizio Bezerra de Oliveira                    | Acre                | 48. – 49.           |                    |
| Álvaro dos Santos Pacheco                      | Piauí               | 48. – 49.           |                    |
| Álvaro Fernandes Dias                          | Paraná              | 48.; 51. – 52.      |                    |
| Amazonino Armando Mendes                       | Amazonas            | 49. – 50.           |                    |
| Amir Francisco Lando                           | Rondônia            | 48. – 52.           |                    |
| Ana Júlia de Vasconcelos Carepa                | Pará                | 52.                 |                    |
| Antero Paes de Barros Neto                     | Mato Grosso         | 51. – 52.           |                    |
| Antônio Alves de Queiroz                       | Goiás               | 48. – 49.           |                    |
| Antônio Carlos Peixoto de Magalhães            | Bahia               | 50. – 53.           |                    |
| Antônio Carlos Valadares                       | Sergipe             | 50. – 52.           |                    |
| Antônio de Almendra Freitas Neto               | Piauí               | 50. – 51.           |                    |
| Antônio Lomanto Júnior                         | Bahia               | 46. – 48.           |                    |
| Antônio Luiz Maia                              | Tocantins           | 48.                 |                    |
| Antônio Marques da Silva Mariz                 | Paraíba             | 49. – 50.           |                    |
| Antônio Mendes Canale                          | Mato Grosso do Sul  | 48.                 |                    |
| Antônio Valmir Campelo Bezerra                 | Distrito Federal    | 49. – 50.           |                    |
| Arlindo Porto Neto                             | Minas Gerais        | 50. – 51.           |                    |
| Artur da Távola                                | Rio de Janeiro      | 50. – 51.           |                    |
| Artur Virgílio do Carmo Ribeiro Neto           | Amazonas            | 52.                 |                    |
| Augusto Afonso Botelho Neto                    | Roraima             | 52.                 |                    |
| Áureo Bringel de Melo                          | Amazonas            | 48. – 49.           |                    |
| Benedita Sousa da Silva Sampaio                | Rio de Janeiro      | 50. – 51.           |                    |
| Benedito Clayton Veras Alcântara               | Ceará               | 49. – 50.           |                    |
| Blairo Borges Maggi                            | Mato Grosso         | 50. – 51.           |                    |
| Carlos Alberto de Carli                        | Amazonas            | 48. – 50.           |                    |
| Carlos Alberto de Sousa                        | Rio Grande do Norte | 47. – 48.           |                    |
| Carlos Alberto Gomes Chiarelli                 | Rio Grande do Sul   | 47. – 48.           |                    |
| Carlos Benigno Pereira de Lira Neto            | Alagoas             | 48.                 |                    |
| Carlos do Patrocínio Silveira                  | Tocantins           | 48. – 51.           |                    |
| Carlos Gomes Bezerra                           | Mato Grosso         | 50. – 51.           |                    |
| Carlos Magno Duque Bacelar                     | Maranhão            | 49.                 |                    |
| Carlos Mauro Cabral Benevides                  | Ceará               | 48. – 49.           |                    |
| Carlos Wilson Rocha de Queiroz Campos          | Pernambuco          | 50. – 51.           |                    |
| Casildo João Maldaner                          | Santa Catarina      | 50. – 51.           |                    |
| César Augusto de Sousa Dias                    | Roraima             | 49. – 50.           |                    |
| César Augusto Rabelo Borges                    | Bahia               | 52.                 |                    |
| Cid Sabóia de Carvalho                         | Ceará               | 48. – 49.           |                    |
| Cristovam Ricardo Cavalcanti Buarque           | Distrito Federal    | 52.                 |                    |
| Darcy Ribeiro                                  | Rio de Janeiro      | 49. – 50.           |                    |
| Dario Pereira de Macedo                        | Rio Grande do Norte | 49. – 50.           |                    |
| Delcídio Amaral Gomez                          | Mato Grosso do Sul  | 52.                 |                    |
| Demóstenes Lázaro Xavier Torres                | Goiás               | 52.                 |                    |
| Dirceu José Carneiro                           | Santa Catarina      | 48. – 49.           |                    |
| Divaldo Suruagy                                | Alagoas             | 48. – 49.           |                    |
| Djalma Alves Bessa                             | Bahia               | 50. – 51.           |                    |
| Djalma Marinho Muniz Falcão                    | Alagoas             | 50. – 51.           |                    |
| Edison Lobão                                   | Maranhão            | 48.; 50. – 52.      |                    |
| Edison Lobão Filho                             | Maranhão            | 52.                 |                    |
| Eduardo Brandão de Azeredo                     | Minas Gerais        | 52.                 |                    |
| Eduardo Matarazzo Suplicy                      | São Paulo           | 49. – 52.           |                    |
| Efraim de Araújo Morais                        | Paraíba             | 52.                 |                    |
| Élcio Álvares                                  | Espírito Santo      | 49. – 50.           |                    |
| Emília Teresinha Xavier Fernandes              | Rio Grande do Sul   | 50. – 51.           |                    |
| Enéas Eugênio Pereira Faria                    | Paraná              | 48. – 49.           |                    |
| Epitácio Cafeteira Afonso Pereira              | Maranhão            | 49. – 50.           |                    |
| Ernandes Santos Amorim                         | Rondônia            | 50. – 51.           |                    |
| Esperidião Amin Helou Filho                    | Santa Catarina      | 49. – 50.           |                    |
| Fábio Pereira de Lucena Bittencourt            | Amazonas            | 48.                 |                    |
| Fátima Cleide Rodrigues da Silva               | Rondônia            | 52.                 |                    |
| Fernando Coutinho Jorge                        | Pará                | 49. – 50.           |                    |
| Fernando de Sousa Flexa Ribeiro                | Pará                | 52.                 |                    |
| Fernando Henrique Cardoso                      | São Paulo           | 47. – 49.           |                    |
| Fernando Luiz Gonçalves Bezerra                | Rio Grande do Norte | 49. – 52.           |                    |
| Flaviano Flávio Baptista de Melo               | Acre                | 49. – 50.           |                    |
| Flávio José Arns                               | Paraná              | 52.                 |                    |
| Francelino Pereira dos Santos                  | Minas Gerais        | 50. – 51.           |                    |
| Francisco Benjamin Fonseca de Carvalho         | Bahia               | 49. – 50.           |                    |
| Francisco das Chagas Caldas Rodrigues          | Piauí               | 48. – 49.           |                    |
| Francisco de Assis de Morais Sousa (Mão Santa) | Piauí               | 52.                 |                    |
| Francisco Guimarães Rollemberg                 | Sergipe             | 48. – 49.           |                    |
| Francisco Leite Chaves                         | Paraná              | 48. – 49.           |                    |
| Francisco Mozarildo de Melo Cavalcanti         | Roraima             | 51. – 52.           |                    |
| Garibaldi Alves Filho                          | Rio Grande do Norte | 49. – 52.           |                    |
| Geovani Pinheiro Borges                        | Amapá               | 52.                 |                    |
| Geraldo Cândido da Silva                       | Rio de Janeiro      | 50. – 51.           |                    |
| Geraldo César Althoff                          | Santa Catarina      | 50. – 51.           |                    |
| Geraldo Gurgel de Mesquita Júnior              | Acre                | 52.                 |                    |
| Geraldo José da Câmara Ferreira de Melo        | Rio Grande do Norte | 50. – 51.           |                    |
| Gérson Camata                                  | Espírito Santo      | 48. – 51.           |                    |
| Gilberto Mestrinho de Medeiros Raposo          | Amazonas            | 51. – 52.           |                    |
| Gilberto Miranda Batista                       | Amazonas            | 49. – 50.           |                    |
| Gilvam Pinheiro Borges                         | Amapá               | 50. – 51.           |                    |
| Guilherme Gracindo Soares Palmeira             | Alagoas             | 48. – 50.           |                    |
| Hélio da Costa Campos                          | Roraima             | 49. – 50.           |                    |
| Heloísa Helena                                 | Alagoas             | 51. – 52.           |                    |
| Henrique do Rego Almeida                       | Amapá               | 49.                 |                    |
| Heráclito de Sousa Fortes                      | Piauí               | 52.                 |                    |
| Hugo Napoleão do Rego Neto                     | Piauí               | 48. – 51.           |                    |
| Humberto Coutinho de Lucena                    | Paraíba             | 48. – 51.           |                    |
| Ideli Salvatti                                 | Santa Catarina      | 52.                 |                    |
| Ildeu Leonel Oliveira de Paiva                 | Distrito Federal    | 50.                 |                    |
| Iram de Almeida Saraiva                        | Goiás               | 48. – 49.           |                    |
| Irapuan Costa Júnior                           | Goiás               | 48. – 49.           |                    |
| Iris Rezende Machado                           | Goiás               | 50. – 51.           |                    |
| Itamar Augusto Cautiero Franco                 | Minas Gerais        | 47. – 48.           |                    |
| Ivan Orestes Bonato                            | Santa Catarina      | 47. – 48.           |                    |
| Jacques Silva de Sousa                         | Goiás               | 49.                 |                    |
| Jader Barbalho                                 | Pará                | 50. – 51.           |                    |
| Jamil Haddad                                   | Rio de Janeiro      | 47. – 48.           |                    |
| Jarbas Gonçalves Passarinho                    | Pará                | 48. – 49.           |                    |
| João Alberto de Souza                          | Maranhão            | 51. – 52.           |                    |
| João Assis Meira Filho                         | Distrito Federal    | 48. – 49.           |                    |
| João Batista de Jesus Ribeiro                  | Tocantins           | 52.                 |                    |
| João Batista Mota                              | Espírito Santo      | 51. – 52.           |                    |
| João Bosco Papaléo Paes                        | Amapá               | 52.                 |                    |
| João Calisto Lobo                              | Piauí               | 47. – 48.           |                    |
| João Castelo Ribeiro Gonçalves                 | Maranhão            | 47. – 48.           |                    |
| João da Rocha Ribeiro Dias                     | Tocantins           | 49. – 50.           |                    |
| João de Medeiros Calmon                        | Espírito Santo      | 48. – 49.           |                    |
| João de Paiva Menezes                          | Pará                | 48.                 |                    |
| João do Nascimento Silva                       | Alagoas             | 48.                 |                    |
| João França Alves                              | Roraima             | 49. – 50.           |                    |
| João José Pereira de Lira                      | Alagoas             | 48.                 |                    |
| Joaquim Beato                                  | Espírito Santo      | 49.                 |                    |
| Joaquim Rui Paulilo Bacelar                    | Bahia               | 48. – 49.           |                    |
| Joel de Holanda Cordeiro                       | Pernambuco          | 49. – 50.           |                    |
| Jonas Pinheiro Borges                          | Amapá               | 49. – 51.           |                    |
| Jonas Pinheiro da Silva                        | Mato Grosso         | 52.                 |                    |
| Jonice Siqueira Tristão                        | Espírito Santo      | 49. – 50.           |                    |
| Jorge Konder Bornhausen                        | Santa Catarina      | 51. – 52.           |                    |
| Josaphat Ramos Marinho                         | Bahia               | 49. – 50.           |                    |
| José Afonso Sancho                             | Ceará               | 48.                 |                    |
| José Agripino Maia                             | Rio Grande do Norte | 48. – 52.           |                    |
| José Alberto Fogaça de Medeiros                | Rio Grande do Sul   | 48. – 51.           |                    |
| José Alencar Gomes da Silva                    | Minas Gerais        | 51. – 52.           |                    |
| José Almeida Lima                              | Sergipe             | 52.                 |                    |
| José Alves do Nascimento                       | Sergipe             | 49. – 50.           |                    |
| José Antônio Totó Aires Cavalcante             | Tocantins           | 50.                 |                    |
| José Bernardo Cabral                           | Amazonas            | 50. – 51.           |                    |
| José Bonifácio Gomes de Sousa                  | Tocantins           | 50.                 |                    |
| José Carlos da Silva Júnior                    | Paraíba             | 50. – 50.           |                    |
| José Carlos Gomes Carvalho                     | Paraná              | 48.                 |                    |
| José de Abreu Bianco                           | Rondônia            | 50. – 51.           |                    |
| José do Nascimento Caixeta                     | Goiás               | 46. – 48.           |                    |
| José Eduardo de Andrade Vieira                 | Paraná              | 49. – 50.           |                    |
| José Eduardo de Barros Dutra                   | Sergipe             | 50. – 51.           |                    |
| José Eduardo Siqueira Campos                   | Tocantins           | 51. – 52.           |                    |
| José Henrique Carneiro de Loyola               | Santa Catarina      | 50. – 51.           |                    |
| José Ignácio Ferreira                          | Espírito Santo      | 47. – 51.           |                    |
| José Jefferson Carpinteiro Peres               | Amazonas            | 50. – 52.           |                    |
| José Jorge de Vasconcelos Lima                 | Pernambuco          | 51. – 52.           |                    |
| José Márcio Panoff de Lacerda                  | Mato Grosso         | 48. – 49.           |                    |
| José Paulo Bisol                               | Rio Grande do Sul   | 48. – 49.           |                    |
| José Pedro Rodrigues Gonçalves                 | Mato Grosso         | 49.                 |                    |
| José Reginaldo Duarte                          | Ceará               | 50.                 |                    |
| José Renan Vasconcelos Calheiros               | Alagoas             | 50. – 52.           |                    |
| José Richa                                     | Paraná              | 46. – 49.           |                    |
| José Roberto Arruda                            | Distrito Federal    | 50. – 51.           |                    |
| José Ronaldo Aragão                            | Rondônia            | 48. – 49.           |                    |
| José Saad                                      | Goiás               | 50.                 |                    |
| José Sarney                                    | Amapá               | 49. – 52.           |                    |
| José Sérgio de Oliveira Machado                | Ceará               | 50. – 51.           |                    |
| José Serra                                     | São Paulo           | 50. – 51.           |                    |
| José Wellington Roberto                        | Paraíba             | 50. – 51.           |                    |
| Júlio Eduardo Gomes Pereira                    | Acre                | 50. – 51.           |                    |
| Júlio José de Campos                           | Mato Grosso         | 49. – 50.           |                    |
| Júnia Marise Azeredo Coutinho                  | Minas Gerais        | 49. – 50.           |                    |
| Jutahy Borges Magalhães                        | Bahia               | 48. – 49.           |                    |
| Juvêncio Antônio Vergolino Dias                | Pará                | 50.                 |                    |
| Juvêncio César da Fonseca                      | Mato Grosso do Sul  | 51. – 52.           |                    |
| Kátia Regina de Abreu                          | Tocantins           | 52.                 |                    |
| Lauro Álvares da Silva Campos                  | Distrito Federal    | 50. – 51.           |                    |
| Lavoisier Maia Sobrinho                        | Rio Grande do Norte | 48. – 49.           |                    |
| Leomar de Melo Quintanilha                     | Tocantins           | 50. – 52.           |                    |
| Leonel Arcângelo Pavan                         | Santa Catarina      | 52.                 |                    |
| Leopoldo Peres Sobrinho                        | Amazonas            | 48.                 |                    |
| Levy Dias                                      | Mato Grosso do Sul  | 49. – 50.           |                    |
| Louremberg Ribeiro Nunes Rocha                 | Mato Grosso         | 48. – 50.           |                    |
| Lourival Baptista                              | Sergipe             | 48. – 49.           |                    |
| Lúcia Vânia Abrão Costa                        | Goiás               | 52.                 |                    |
| Lucídio Portela Nunes                          | Piauí               | 49. – 50.           |                    |
| Lúcio Gonçalo de Alcântara                     | Ceará               | 50. – 51.           |                    |
| Lúdio Martins Coelho                           | Mato Grosso do Sul  | 50. – 51.           |                    |
| Luís Alberto Maguito Vilela                    | Goiás               | 51. – 52.           |                    |
| Luís Alberto Martins de Oliveira               | Paraná              | 49. – 50.           |                    |
| Luiz Alberto Vidal Pontes                      | Ceará               | 51. – 52.           |                    |
| Luís Carlos Bello Parga                        | Maranhão            | 49. – 51.           |                    |
| Luís Estêvão de Oliveira Neto                  | Distrito Federal    | 51. – 52.           |                    |
| Luís Osvaldo Pastore                           | Espírito Santo      | 50. – 51.           |                    |
| Luiz Otávio Oliveira Campos                    | Pará                | 51. – 52.           |                    |
| Luís Piauilino de Melo Monteiro                | Pernambuco          | 48.                 |                    |
| Luís Viana Filho                               | Bahia               | 47. – 48.           |                    |
| Luís Viana Neto                                | Bahia               | 48.                 |                    |
| Luzia Alves Toledo                             | Espírito Santo      | 50. – 51.           |                    |
| Magno Pereira Malta                            | Espírito Santo      | 52.                 |                    |
| Marcelo Bezerra Crivella                       | Rio de Janeiro      | 52.                 |                    |
| Marcelo Miranda Soares                         | Mato Grosso do Sul  | 47. – 48.           |                    |
| Márcio Luís Berezoski                          | Santa Catarina      | 48.                 |                    |
| Marco Antônio de Oliveira Maciel               | Pernambuco          | 47. – 50.; 52.      |                    |
| Marco Lúcio                                    | Mato Grosso         | 50. – 51.           |                    |
| Marcondes Iran Benevides Gadelha               | Paraíba             | 47. – 48.           |                    |
| Marcos de Meira Lins                           | Pernambuco          | 50. – 51.           |                    |
| Marcos Guerra                                  | Espírito Santo      | 52.                 |                    |
| Marcos Ribeiro de Mendonça                     | São Paulo           | 48.                 |                    |
| Maria Alacoque Bezerra de Figueiredo           | Ceará               | 48.                 |                    |
| Maria Benigna Oliveira do Nascimento Jucá      | Amapá               | 50. – 51.           |                    |
| Maria do Carmo do Nascimento Alves             | Sergipe             | 51. – 52.           |                    |
| Maria Marluce Moreira Pinto                    | Roraima             | 49. – 51.           |                    |
| Marina Silva                                   | Acre                | 50. – 51.           |                    |
| Mário Covas Júnior                             | São Paulo           | 48. – 49.           |                    |
| Mário Maia                                     | Acre                | 47. – 48.           |                    |
| Matusalém Gonçalves Fernandes                  | Rondônia            | 50. – 51.           |                    |
| Maurício Brasilino Leite                       | Paraíba             | 47. – 48.           |                    |
| Maurício José Corrêa                           | Distrito Federal    | 48. – 49.           |                    |
| Mauro Borges Teixeira                          | Goiás               | 47. – 48.           |                    |
| Mauro Fecury                                   | Maranhão            | 52.                 |                    |
| Mauro Miranda Soares                           | Goiás               | 50. – 51.           |                    |
| Max Lânio Gonzaga Jaime                        | Goiás               | 48.                 |                    |
| Moisés Abraão Neto                             | Tocantins           | 48. – 49.           |                    |
| Nabor Teles da Rocha Júnior                    | Acre                | 48. – 51.           |                    |
| Nelson de Sousa Carneiro                       | Rio de Janeiro      | 48. – 49.           |                    |
| Nelson Wedekin                                 | Santa Catarina      | 48. – 49.           |                    |
| Ney de Albuquerque Maranhão                    | Pernambuco          | 48. – 49.           |                    |
| Ney Robinson Suassuna                          | Paraíba             | 49. – 52.           |                    |
| Nivaldo Rodrigues Machado                      | Pernambuco          | 47. – 48.           |                    |
| Odacir Soares Rodrigues                        | Rondônia            | 47. – 50.           |                    |
| Olavo Gomes Pires Filho                        | Rondônia            | 48.                 |                    |
| Onofre Quinan                                  | Goiás               | 49. – 50.           |                    |
| Osmar Fernandes Dias                           | Paraná              | 50. – 52.           |                    |
| Otoniel Machado Carneiro                       | Goiás               | 50.                 |                    |
| Oziel Rodrigues Carneiro                       | Pará                | 48. – 49.           |                    |
| Patrícia Lúcia Sabóia Ferreira Gomes           | Ceará               | 52.                 |                    |
| Paulo César Hartung Gomes                      | Espírito Santo      | 51. – 52.           |                    |
| Paulo Fernando Batista Guerra                  | Amapá               | 50.                 |                    |
| Paulo Ganem Souto                              | Bahia               | 51. – 52.           |                    |
| Paulo Octávio Alves Pereira                    | Distrito Federal    | 52.                 |                    |
| Paulo Renato Paim                              | Rio Grande do Sul   | 52.                 |                    |
| Pedro Franco Piva                              | São Paulo           | 50. – 51.           |                    |
| Pedro Henrique Teixeira                        | Distrito Federal    | 49. – 50.           |                    |
| Pedro Jorge Simon                              | Rio Grande do Sul   | 49. – 52.           |                    |
| Pedro Mansueto de Lavor                        | Pernambuco          | 48. – 49.           |                    |
| Pedro Ubirajara de Oliveira                    | Mato Grosso do Sul  | 50. – 51.           |                    |
| Rachid Saldanha Derzi                          | Mato Grosso do Sul  | 48. – 49.           |                    |
| Raimundo Lira                                  | Paraíba             | 48. – 49.           |                    |
| Ramez Tebet                                    | Mato Grosso do Sul  | 50. – 52.           |                    |
| Regina Maria d'Assumpção                       | Minas Gerais        | 50. – 50.           |                    |
| Renato Casagrande                              | Espírito Santo      | 53.                 |                    |
| Ricardo Ferreira Santos                        | Espírito Santo      | 50. – 51.           |                    |
| Roberto Cavalcanti Ribeiro                     | Paraíba             | 52.                 |                    |
| Roberto de Oliveira Campos                     | Mato Grosso         | 47. – 48.           |                    |
| Roberto João Pereira Freire                    | Pernambuco          | 50. – 51.           |                    |
| Roberto Pompeu de Sousa Brasil                 | Distrito Federal    | 48. – 49.           |                    |
| Roberto Requião de Melo e Silva                | Paraná              | 50. – 51.           |                    |
| Roberto Saturnino Braga                        | Rio de Janeiro      | 51. – 52.           |                    |
| Rodolfo Tourinho Neto                          | Bahia               | 51. – 52.           |                    |
| Romero Jucá Filho                              | Roraima             | 50. – 52.           |                    |
| Romeu Tuma                                     | São Paulo           | 50. – 52.           |                    |
| Ronaldo José da Cunha Lima                     | Paraíba             | 50. – 51.           |                    |
| Ronan Tito de Almeida                          | Minas Gerais        | 48. – 49.           |                    |
| Roseana Sarney Murad                           | Maranhão            | 52.                 |                    |
| Rubens Moreira Mendes Filho                    | Rondônia            | 50. – 51.           |                    |
| Rubens Vilar de Carvalho                       | Alagoas             | 48.                 |                    |
| Sandra Zanatta Guidi                           | Santa Catarina      | 50.                 |                    |
| Sebastião Afonso Viana Macedo Neves            | Acre                | 51. – 52.           |                    |
| Sebastião Ferreira da Rocha                    | Amapá               | 50. – 51.           |                    |
| Sebastião Machado Oliveira                     | Acre                | 52.                 |                    |
| Sérgio de Oliveira Cabral Santos Filho         | Rio de Janeiro      | 52.                 |                    |
| Sérgio Pedro Zambiasi                          | Rio Grande do Sul   | 52.                 |                    |
| Serys Marly Slhessarenko                       | Mato Grosso         | 52.                 |                    |
| Severino Sérgio Estelita Guerra                | Pernambuco          | 52.                 |                    |
| Severo Fagundes Gomes                          | São Paulo           | 47. – 48.           |                    |
| Sílvio Name                                    | Paraná              | 48.                 |                    |
| Tasso Ribeiro Jereissati                       | Ceará               | 52.                 |                    |
| Telmo Camilo Vieira                            | Acre                | 49.                 |                    |
| Teotônio Brandão Vilela Filho                  | Alagoas             | 48. – 52.           |                    |
| Valdir Raupp de Matos                          | Rondônia            | 52.                 |                    |
| Valmir Antônio Amaral                          | Distrito Federal    | 51. – 52.           |                    |
| Vilson Pedro Kleinübing                        | Santa Catarina      | 50. – 51.           |                    |
| Virgílio de Morais Fernandes Távora            | Ceará               | 47. – 48.           |                    |
| Waldeck Vieira Ornelas                         | Bahia               | 50. – 51.           |                    |
| Wellington Salgado de Oliveira                 | Minas Gerais        | 52.                 |                    |
| Wilson Barbosa Martins                         | Mato Grosso do Sul  | 48. – 49.           |                    |
| Zanete Ferreira Cardinal                       | Mato Grosso         | 49. – 50.           |                    |